# Personaggi di Bones
Questa voce contiene un elenco dei personaggi presenti nella serie televisiva Bones.

## Personaggi principali

### Temperance "Bones" Brennan

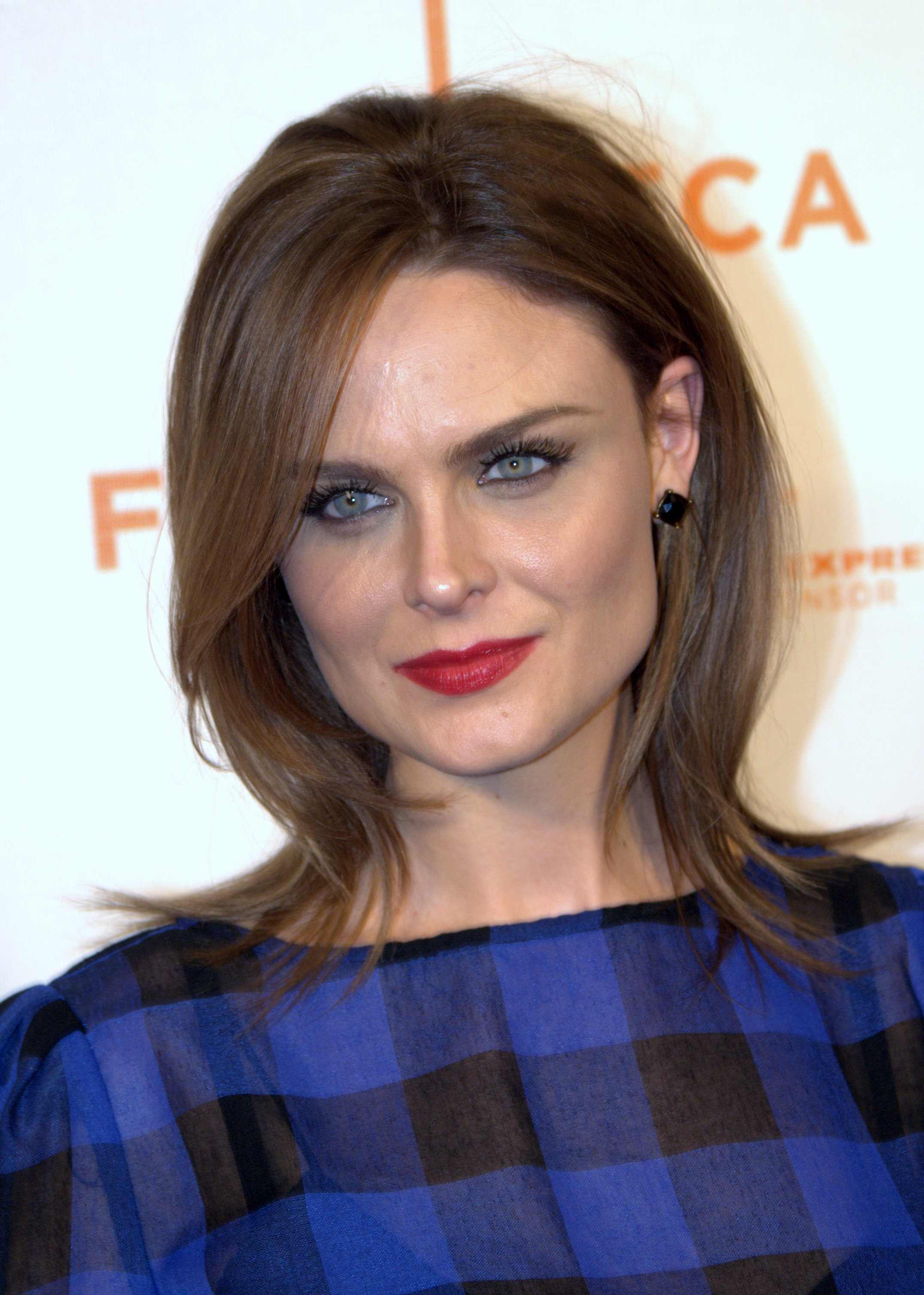
Emily Deschanel (2009)

Temperance "Bones" Brennan (stagioni 1-12), interpretata da Emily Deschanel, doppiata da Roberta Pellini.
Temperance è un'antropologa forense di fama internazionale, e proprio per la sua professionalità e competenza si ritrova spesso a collaborare con l'FBI e con l'agente federale Seeley Booth per la risoluzione di casi di omicidio. Il personaggio condivide il nome con Temperance Brennan, la protagonista dei romanzi di Kathy Reichs. La serie Bones e la sua protagonista sono liberamente ispirati proprio ai libri della Reichs (la quale è tra le produttrici della serie TV), ma i due personaggi non hanno molto in comune, a parte il nome e la professione.
Nasce nel 1976 con il nome di Joy Keenan, che i suoi genitori cambieranno per sfuggire al loro passato criminale. Ha un fratello maggiore Russ, di quattro anni più grande di lei e con il quale ha avuto un ottimo rapporto fino all'adolescenza. I genitori di Temperance scomparvero senza motivo nel 1991, lasciando la ragazza, appena quindicenne, profondamente traumatizzata. Questo fatto segnò la fine dell'infanzia relativamente normale di Temperance, dato che poco dopo anche il fratello, incapace di crescerla da solo la abbandonò e dunque fu per anni sballottata di casa in casa dai servizi sociali. Questo periodo è il peggiore della sua vita. I due genitori erano in realtà ladri di banche risultate arricchitesi in modo legale ma, in qualche modo, immorale e la madre morì nel 1993, dopo aver cambiato identità, mentre il padre rientra nella vita della donna quando viene arrestato da Kirby, il capo di Booth. Nonostante i traumi, la futura dottoressa Brennan porterà a termine i suoi studi e diverrà un'antropologa forense, internazionalmente considerata la migliore antropologa forense del mondo. Possiede tre lauree e diversi dottorati. Inizia a lavorare al Jeffersonian Institute a Washington dove grazie alle sue abilità verrà contattata dall'FBI e inizierà a collaborare con l'agente federale Booth, che le darà il soprannome "Bones" (da lei odiato all'inizio). Suoi collaboratori nelle indagini sono i colleghi del Jeffersonian: l'entomologo Jack Hodgins, la coroner Camille Saroyan e l'artista forense, specializzata in ricostruzioni facciali, Angela Montenegro. 
Temperance è un’empirista ed è l’autrice di romanzi tratti dalle sue esperienze. Inoltre, è atea e crede fermamente nei fatti e nelle prove scientifiche, ma, all'inizio, non nei sentimenti; in realtà però, l'antropologa è piena di empatia e compassione per le vittime che analizza, e agisce in modo logico e distaccato solo perché lo ritiene il modo migliore per trovare il colpevole. Al lavoro, poche persone contestano questa sua posizione, perché spesso essa è cruciale per risolvere casi in cui il sospettato principale non è l'assassino. Conosce sette lingue ed è cintura nera di tre arti marziali, grazie a cui riesce a ricostruire il decorso delle risse in cui le vittime sono coinvolte, e grazie a cui ha dimostrato di tenere testa fisicamente a uomini molto più grossi di lei. 
Temperance ha avuto poche storie sentimentali degne di nota. Dopo molti anni passati accanto al collega, si fidanza con Booth del quale rimane incinta di una bambina, Christine (così chiamata in onore della madre di Bones). Un grande ruolo nella loro relazione l'ha avuto lo psicologo Sweets che aveva già previsto da tempo, in un libro da lui scritto ma mai pubblicato, come i due si sarebbero messi insieme. Quando Temperance chiede a Booth di sposarla, lui accetta ma è costretto ad annullare il matrimonio a causa del serial killer Christopher Pelant, che voleva mettere da parte Booth per avere una storia con Temperance. Nonostante tutto, Temperance non lascia l'agente, perché capisce che lui non farebbe mai una cosa del genere senza un motivo valido. I due poi trovano Pelant e Booth lo uccide, confessando poi a Temperance il motivo per il quale non poteva sposarla. Durante le loro nozze Bones legge la lettera che aveva scritto a Booth anni prima, quando assieme a Hodgins rimase sepolta viva credendo di morire, lasciando capire che già allora la dottoressa era innamorata dell'agente dell'FBI. Nel corso della decima stagione si scoprirà che è nuovamente incinta di Booth, ma questo, insieme ad altri eventi precedenti, inizialmente portano involontariamente l'uomo a ricadere nel vizio delle scommesse, da cui però riuscirà ad uscire dopo qualche mese. Nell'undicesima stagione il bambino è già nato ed è stato chiamato Hank, in onore del nonno di Booth. Nella dodicesima stagione, Bones e il resto della squadra sono impegnati nella risoluzione, oltre ai nuovi casi che ogni volta gli si presentano, anche a due appartenenti al passato: il primo è la dimostrazione dell'innocenza del suo primo tirocinante, Zack Addy, finito in prigione per anni poiché creduto colpevole di un omicidio, il secondo è la risoluzione di un insieme di attentati ai danni della dottoressa e del marito, orchestrati da due fratelli il cui padre fu ucciso da Booth quando era nell'esercito. Purtroppo, durante la dodicesima stagione, Bones perde il padre, morto a causa di uno dei vari attentati, ma alla fine lei ed il marito riescono ad imprigionare i colpevoli e sono liberi di continuare il proprio lavoro e la propria vita con i figli ed il resto della squadra.

### Seeley Booth
Seeley Joseph Booth è interpretato da David Boreanaz.
Booth è un agente dell'FBI specializzato in casi di omicidio. Spesso si avvale della collaborazione e delle conoscenze scientifiche della dottoressa Temperance Brennan, ma al contrario di lei, Booth non crede solo nella fredda scienza, ma anche all'intuito e all'aiuto divino. È un discendente di John Wilkes Booth, l'uomo che assassinò Abraham Lincoln.

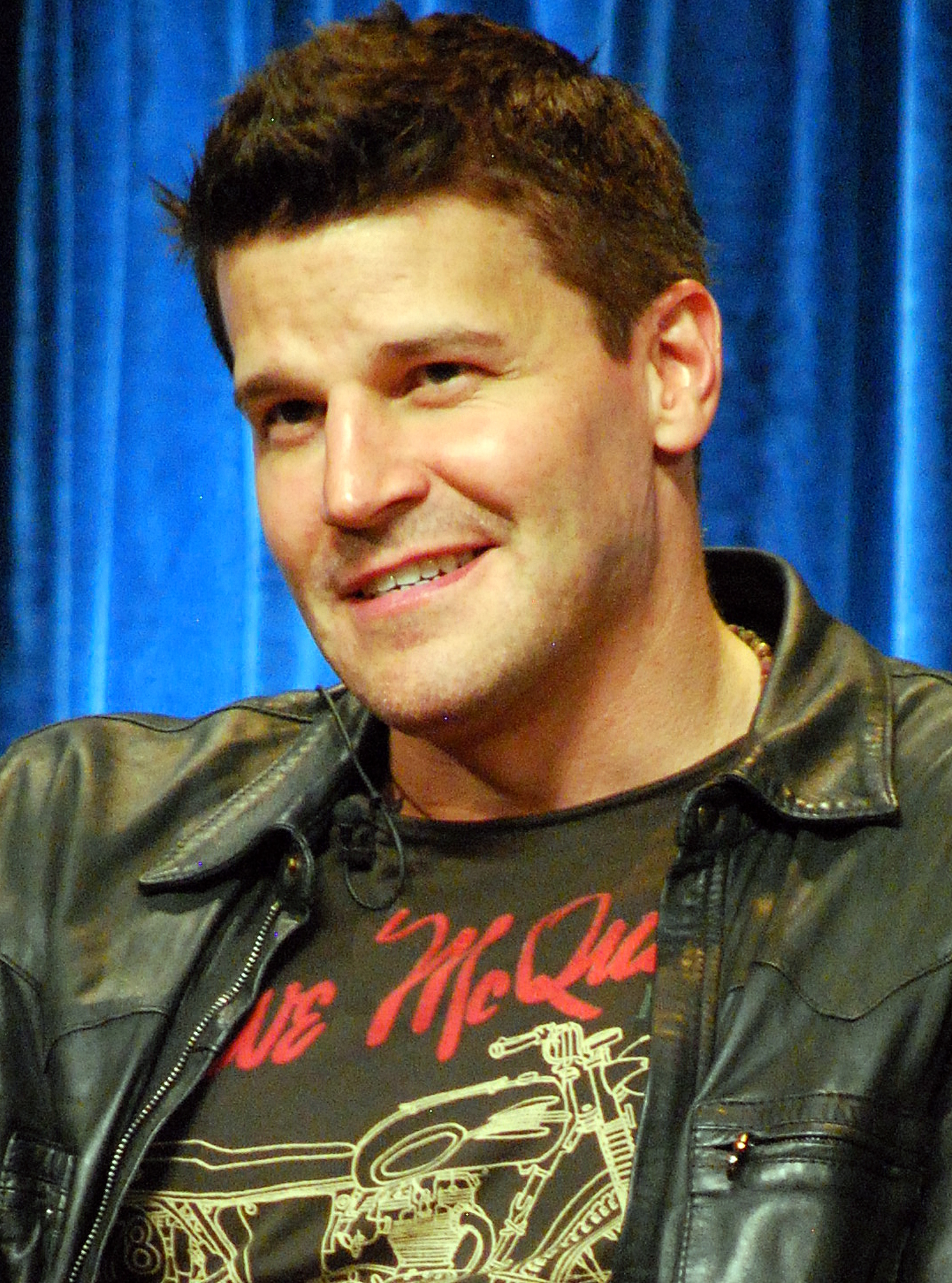
David Boreanaz (2012)

Booth nasce a Philadelphia in una famiglia di educazione cristiana cattolica, di cui condivide tutt'oggi la fede. Da bambino fece il chierichetto e grazie a questo imparò un po' di latino. Ha avuto diversi problemi e traumi durante l'infanzia; suo padre ha combattuto nella guerra del Vietnam come pilota di aerei da combattimento, e successivamente, tornato in patria, ha aperto un negozio da barbiere, ma i traumi della guerra lo hanno reso violento ed alcolizzato. La madre invece scriveva jingle per una compagnia pubblicitaria locale della città. Booth a dodici anni pensò più volte al suicidio, ma il nonno Hank Booth lo dissuase dal tentativo. Per molto tempo il nonno è stato l'unico parente con cui Seeley ha ancora un forte legame assieme al fratello minore Jared, che Seeley tende a difendere in ogni suo errore, impedendogli di crescere veramente. Booth è stato un cecchino nell'esercito degli Stati Uniti appartenente al 75º Reggimento Rangers ed è un esperto militare specializzato nell'uso delle armi da fuoco, da taglio e nel combattimento corpo a corpo. Viene più volte reso implicito che sia il miglior cecchino del mondo. Ha combattuto nella guerra del Golfo, in Somalia e anche nella guerra del Kosovo. Un grave trauma provocato da quest'ultima guerra è stato il dover uccidere, sempre come cecchino, il generale Josip Radik: l'uomo era un criminale di guerra che, attraverso operazioni di pulizia etnica nei villaggi serbi, si era reso colpevole della morte di almeno 232 persone; Booth eseguì l'ordine, ma purtroppo fu costretto a farlo durante la festa di compleanno del figlio di Radik, che vide morire il padre davanti ai propri occhi. Il senso di colpa per quel che ha dovuto fare a quel bambino innocente lo ha sempre perseguitato. Brennan, osservando alcune sue radiografie, scopre che Booth ha subito torture durande il suo servizio in Medio Oriente. La sua abilità come militare lo ha portato a ricevere vari riconoscimenti e medaglie, come la Bronze Star Medal, la National Defense Service Medal e la Army Good Conduct Medal. In passato ha avuto una relazione con una donna di nome Rebecca, che gli ha anche dato un figlio: Parker, chiamato così in omaggio al suo vecchio Caporale Edward "Teddy" Parker, che si prese una pallottola per difenderlo. Nonostante la relazione tra lui e Rebecca fosse in crisi già prima che nascesse il bambino, egli è rimasto molto legato al figlio. Fa parte del Programma Speciale dell'FBI, e proprio grazie a esso incomincia a lavorare a stretto contatto con lo staff del Jeffersonian Institute, dove conosce la dottoressa Brennan (da lui soprannominata "Bones") con cui, dopo una prima collaborazione finita tanto male da non parlarsi per un anno, alla fine stringe un profondo rapporto d'amicizia. Il suo rapporto con gli scienziati del team della donna sono spesso complicati, in parte per via dei loro approcci secondo lui troppo materialisti alla risoluzione di un crimine, in parte per il chiaro imbarazzo di avere a che fare con persone più intelligenti di lui, che lo spinge a proteggersi prendendoli quasi sempre in giro. Tuttavia, con il proseguire della serie, diventa amico di quasi tutti i membri dello staff (ad eccezione di Zack Addy), tanto da essere testimone di nozze al matrimonio tra Jack Hodgins e Angela Montenegro. In seguito, al Jeffersonian ritrova anche Camille Saroyan, con cui passato ha avuto una relazione. Viene anche ricoverato per un tumore benigno al cervello. Sopravvive all'operazione, che tuttavia gli causa temporaneamente alcuni danni alla memoria. Inoltre comincia a sentire di non riuscire più a fare cose che prima gli erano semplici, come sparare, interrogare un sospettato, o fare lavori manuali. Chiedendo aiuto al proprio ex terapista, il dottor Wyatt, questi gli spiega che il vero cambiamento è l'aver capito, seppur per ora soltanto a livello inconscio, di essere innamorato di Bones. A poco a poco, Booth crede a questa rivelazione, ma quando prova a dichiararsi, la collega non è ancora pronta, e rifiuta di iniziare una relazione perché la ritiene ancora una cosa troppo "irrazionale". Nonostante questo sviluppo, i due continuano a lavorare insieme, ma poi si devono separare per un anno quando lui torna in Medio Oriente e lei partecipa ad una spedizione archeologica. Dopo sette mesi di servizio, Booth torna in America a lavorare con Bones, ma ora ha una fidanzata: Hannah Burley, una giornalista conosciuta in Afghanistan. La relazione tra i due va molto bene, tanto che la donna fa amicizia con Bones e con Parker. Quando viene risolto un caso in cui Temperance si identifica particolarmente con la vittima, un chirurgo donna molto abile e famosa ma, come lei, dedita troppo al proprio lavoro, l'antropologa si rende conto di essere ormai pronta ad avere una relazione e quindi si dichiara a Booth, che però rifiuta perché è felice con Hannah. La cosa, di nuovo, non cambia il rapporto tra i due, e nemmeno Hannah, quando lo viene a sapere, prova rancore. Purtroppo però la relazione tra Hannah e Booth si conclude comunque quando quest'ultimo le fa la proposta: la donna non crede nel matrimonio, quindi rifiuta, e per questo Booth, che invece ha sempre voluto sposarsi, capisce che la relazione con Hannah non gli darà ciò che lui desidera davvero quindi i due si lasciano. Per qualche mese Booth è obbligato a dare la caccia a Jacob Broadsky, suo ex mentore ed amico diventato assassino a pagamento e vigilante, che uccide persone responsabili di reati di corruzione o, comunque, sfuggiti alla legge. Dopo qualche tentativo fallito di catturare il suo ex commilitone, alla fine Booth, grazie ai propri amici, riesce a catturarlo, ma purtroppo non riesce a impedirgli di uccidere per sbaglio il tirocinante Vincent-Nigel Murray. Il dolore per la morte del ragazzo spinge Bones e Booth a dormire insieme. Dopo molti anni passati solo come colleghi e amici, i due capiscono di essere innamorati e, quando la donna scopre di essere incinta, si mettono assieme. L'anno dopo nasce la loro figlia, Christine, ma dopo qualche mese Bones è obbligata a scappare quando Christopher Pelant, un hacker e serial killer geniale, la incastra per omicidio. Booth non riesce a controllarsi e aggredisce Pelant, ma questo porta l'FBI a sospenderlo. Non perdendo la speranza, Booth giura che riavrà la sua famiglia. Quando, finalmente, la squadra riesce a far scagionare Temperance, lei e Booth tornano a vivere insieme, ma devono passare alcune settimane prima che i due si riabituino alla convivenza. Dopo quasi un anno dalla nascita della figlia, incredibilmente è Bones a chiedere a Booth di sposarla, ma lui inizialmente deve rifiutare, perché Pelant lo minaccia di uccidere delle persone innocenti se avesse accettato o se avesse rivelato il motivo del rifiuto. Quando però Booth riesce ad uccidere il criminale, i due si possono sposare. Qualche mese dopo il matrimonio purtroppo la squadra indaga su una potente famiglia che, per nascondere il fatto che una loro componente fosse una serial killer, fa incarcerare Booth. Dopo poco tempo Bones riesce a farlo uscire di prigione, ma purtroppo appena prima che il loro grande amico Lance Sweets venga ucciso a pochi mesi dalla nascita del proprio figlio, che verrà chiamato Seeley-Lance. Booth, grazie alla moglie e ai suoi colleghi, riesce a catturare il colpevole, ma i traumi passati lo fanno cadere di nuovo nel vizio del gioco d'azzardo, tanto che Bones lo caccia di casa, fino a che l'uomo non riesce ad uscirne. Dopo tanti eventi tristi avvenuti nell'ultimo anno, Booth e Bones scoprono di essere di nuovo in attesa di un figlio, che verrà chiamato Hank. Qualche mese dopo un altro lutto colpisce l'agente speciale, e questa volta è suo fratello Jared, i cui resti carbonizzati vengono trovati dal Jeffersonian e, inizialmente, confusi per quelli di Seeley.

### Angela Montenegro

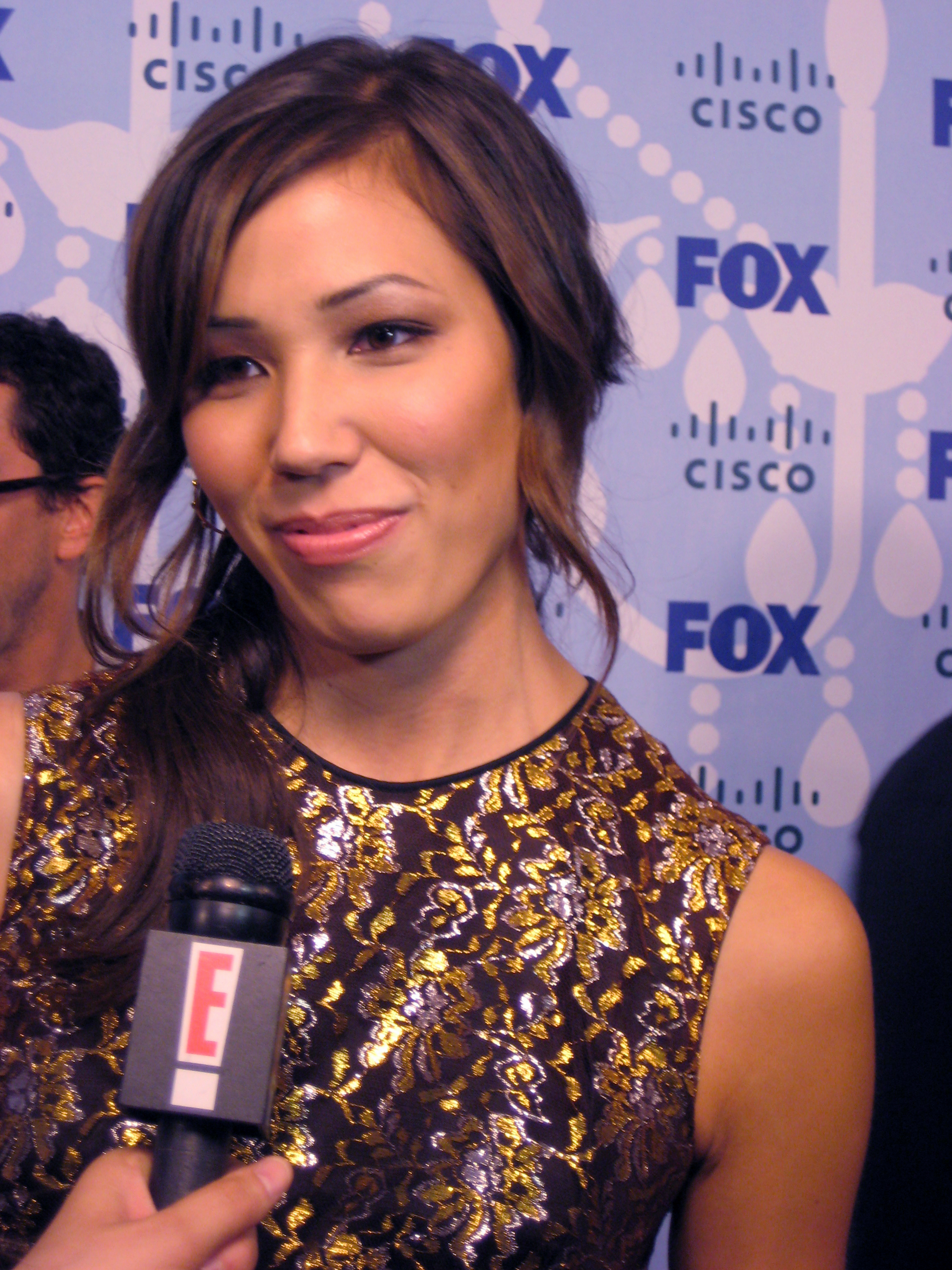
Michaela Conlin (2008)

Angela Pookie Noodlin Pearly-Gates Montenegro, in seguito Montenegro-Hodgins (stagioni 1-12), interpretata da Michaela Conlin, doppiata da Tatiana Dessi (st. 1-4, 6-12) e da Barbara Villa (st. 5).
È la migliore amica di Bones, artista forense specializzata in ricostruzioni facciali e ricostruzioni in generale utilizzando programmi di grafica tridimensionali tramite un computer che ha contribuito a mettere a punto (l'Angelatron). Inizialmente si è lasciata convincere a lavorare al Jeffersonian per mettere da parte i soldi per il suo sogno di trasferirsi a Parigi. Ha un carattere estroverso, empatico e molto libero; infatti col tempo mette in discussione la possibilità di portare avanti il suo lavoro, causa la difficoltà di staccarsi emotivamente e sopportare le continue atrocità. Si sposerà con Jack Hodgins e avranno un figlio, Michael Vincent Hodgins.
Angela è specializzata nella ricostruzione facciale forense, ed è anche la migliore amica di Temperance Brennan. Spesso Booth la definisce come la più "umana" nello staff del Jeffersonian, mentre Hodgins la definisce il cuore della squadra. Angela ha inoltre una vita sociale molto attiva ed un bisogno di base di interagire con altre persone. Il suo carattere impulsivo e spesso irrazionale la porta a volte a entrare in contrasto con la fredda logica di Temperance, che nonostante le profonde differenze caratteriali è la sua migliore amica. Quando Booth rifiuta di sposare l'amica, tra tutti è Angela quella più indignata dalla situazione, continuando a manifestarsi ostile con l'uomo e esortando Temperance a lasciarlo, nonostante tutti le consiglino di non interferire tra i due e la stessa Temperance, dopo qualche dubbio, metta in chiaro di aver capito che l'uomo nasconde qualcosa e di non voler quindi lasciarlo, ma nonostante questo, Angela non demorde. Quando però la vera ragione del rifiuto di Booth viene scoperta, Angela ammette di sentirsi terribilmente in colpa per non aver avuto fiducia in lui. Angela è la figlia di Billy Gibbons degli ZZ Top, difatti il suo secondo nome è un'allusione a quello della chitarra del padre "Miss Pearly Gates". Non si conosce né si è mai fatto accenno a sua madre, ma data la sua etnia mezza cinese si presume sia asiatica da parte di madre. Angela ha frequentato una scuola d'arte ed è specializzata in ricostruzione facciale. Artista forense molto dotata, arriverà a lavorare per il Jeffersonian institute dove diviene amica e confidente della collega Temperance (Booth definisce il rapporto tra le due simile a quello tra due sorelle). Più volte nel corso della serie l'abilità informatica della donna e il suo talento nella ricostruzione 3D è stato elogiato da vari personaggi, dato che non ha finora mai sbagliato una ricostruzione, anche quelle più impossibili (è il caso dell'uomo pollo). Angela è per sua stessa ammissione bisessuale, e otto anni prima dell'inizio della serie ebbe una relazione con una donna di nome Roxie Lyon, per cui prova ancora qualcosa. Dalla seconda stagione inizia un'altalenante relazione con il collega Jack Hodgins. Nella quarta stagione durante una lunga separazione da Hodgins riallaccia i rapporti con Roxie Lyon con cui ha una nuova relazione per essere seguita poi da una con lo specializzando del Jeffersonian Wendell Bray. Alla fine della quinta stagione Angela e Jack Hodgins si sposano e si trasferiscono a Parigi. A Parigi, però, non rimangono a lungo e dopo il loro ritorno Angela scopre di essere incinta. Angela e Hodgins vorrebbero chiamare il bambino Michael Joseph o Catherine Temperance (in onore di Bones). Il padre di Angela, suonando un blues e "passando da un mi celestiale a un la minore geniale" ha una rivelazione e pretende di chiamare il bambino "Staccato Mamba". Hodgins si impone e alla fine i due danno al figlio il nome di Michael Staccato Vincent (in onore di Vincent Nigel Murray). Durante la settima stagione Angela continua il suo compito non ufficiale di consulente per Bones, stavolta anche relativamente al rapporto di coppia con Booth e alla maternità. Nell'ottava stagione aiuta Cam nel momento in cui le viene rubata l'identità, però comincia anche ad avere dei dubbi su come il proprio lavoro influenzi la sua identità di artista.

### Jack Hodgins

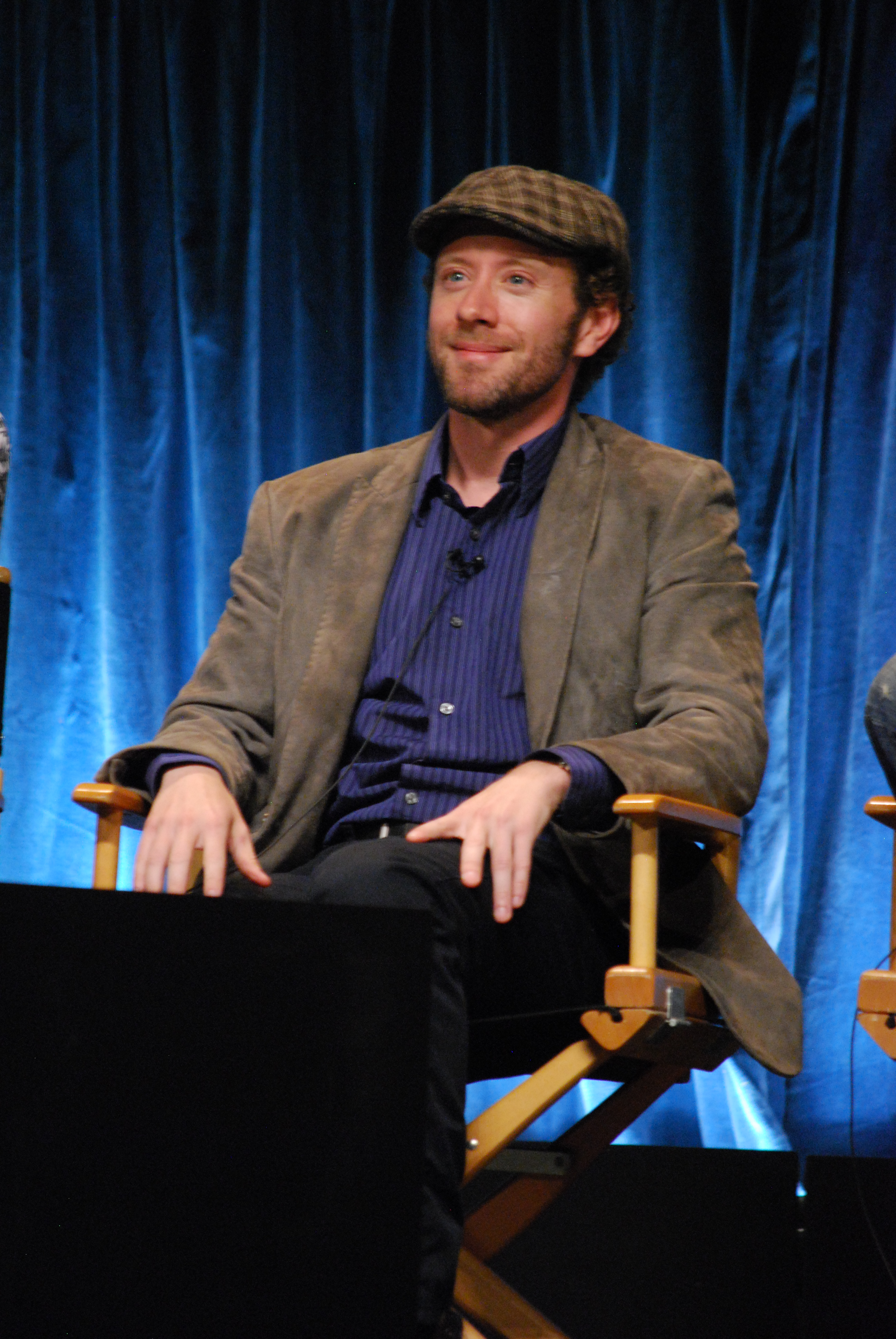
T. J. Thyne (2012)

Jack Stanley Hodgins IV (stagioni 1-12), interpretato da T. J. Thyne, doppiato da Franco Mannella.
È un entomologo ed esperto di spore, di minerali e di particolati, ha come hobby un'ossessione per le teorie di cospirazione. Unico erede di una famiglia molto facoltosa, è proprietario di un'associazione che è tra i maggiori finanziatori del Jeffersonian ma tenta di nasconderlo ai suoi colleghi per non essere guardato in modo diverso, poiché è molto appassionato al suo lavoro. Da sempre attratto da Angela riuscirà a conquistarla, si sposeranno e avranno un figlio.
Hodgins è un uomo per natura sarcastico e dall'apparenza poco serio e poco professionale, dietro a tutte le battute ed i continui riferimenti a pseudoscienze si nasconde tuttavia il cervello di un genio impareggiabile nel suo lavoro, Hodgins si è dimostrato più volte capace di analizzare cadaveri anche di più di 2000 anni o quasi completamente decomposti riuscendo a dare esattamente l'ora del decesso. Più volte si definisce "Re del laboratorio" (ovvero il membro dello staff più utile alle indagini) tuttavia secondo Cam nessun altro né dentro né fuori dal Jeffersonian lo chiama così. Ha una passione smodata per la sperimentazione ed è solito proporre o realizzare distruttivi, eccentrici e inusuali ma spesso decisivi esperimenti, assistito dall'amico Wendell Bray. La dottoressa Saroyan definisce le pratiche dei due simili ai giochi di due bambini (a ragione) e spesso si trova costretta a vietare loro di "giocare insieme". Hodgins è nato in una famiglia estremamente ricca e, sebbene non ci siano parenti noti lo si sa essere l'unico erede dell'immensa corporazione nota come Cantilever Group. Da bambino fu spesso vittima di bullismo non solo a causa della sua scarsa atleticità ma anche per via della ricchezza della sua famiglia, per questo nasconderà per molto tempo le sue altolocate radici anche ad amici e colleghi. Negli anni delle scuole superiori era un ragazzo molto chiuso in sé stesso. Più o meno in questo periodo si avvicinò alla teoria del complotto. Finita l'accademia entrerà nello staff del Jeffersonian, di cui è in segreto il miglior donatore e sostenitore finanziario. Ha ancora parecchi contatti nell'alta società. Al Jeffersonian ha un ottimo rapporto con quasi tutti i colleghi che lo rispettano pur considerandolo un visionario con la testa troppo tra le nuvole. Particolarmente legato a Zack Addy, rimane profondamente segnato quando questi si scopre essere l'insospettabile collaboratore del cannibale Gormogon, venendo per questo rinchiuso in un manicomio. Dalla seconda stagione inizia un'altalenante relazione con la collega Angela Montenegro, che culmina nella quinta stagione con il loro matrimonio. Nella sesta stagione nascerà il loro primogenito, chiamato Michael Vincent. A partire dalla quarta stagione, dopo essersi lasciato con Angela e dopo il ricovero in manicomio di Zack, la sua ossessione per le organizzazioni segrete si è notevolmente ridotta. Tuttavia i momenti comici in cui, di fronte a indizi sospetti, ipotizza il coinvolgimento di sette per poi essere puntualmente smentito da Angela non sono mai spariti. Nell'ottava stagione Hodgins perde tutta la sua fortuna a causa dell'assassino Christopher Pelant, il quale hackera i suoi conti bancari. Nella stessa inizia un nuovo business chiamato "Opie e Thurston's": dopo che Hodgins ha mangiato l'ultima confezione di salsa piccante fatta dalla defunta nonna di Finn, Hodgins stesso ne scopre gli ingredienti e insieme la mettono in commercio. Nella decima stagione riesce a ricreare parte della sua ricchezza perduta: crea un nuovo materiale di confezionamento, per cui riceve un anticipo di due milioni di dollari. Nell'undicesima stagione Angela vuole allargare la famiglia e avere altri figli, ma Hodgins non si sente pronto fino alla decima puntata in cui viene a contatto con una bomba e rischia la morte. Decide quindi che vuole avere un altro figlio e godersi la vita il più possibile fino a che a fine puntata non crolla a terra e si scopre che dopo l'esplosione della bomba il suo danno alla colonna vertebrale è peggiorato, paralizzandolo dalla vita in giù.

### Zack Addy
Zack Addy (stagioni 1-3; ricorrente 4-5, 12; guest 11), interpretato da Eric Millegan, doppiato da Emiliano Coltorti.
È un giovane ma brillante e già valido assistente della dottoressa Brennan, con un dottorato in antropologia forense. Molto legato al dottor Hodgins, talmente legato al suo lavoro da estraniarsi a volte dalla realtà, ha sempre vissuto nel garage di Hodgins. Si scoprirà essere l'insospettabile secondo discepolo di un pericoloso serial killer cannibale, Gormogon (succube del mostro, non si macchiò tuttavia di alcun delitto), confessò l'omicidio di un lobbista, che fu tuttavia ucciso dal precedente discepolo, Zack infatti sapeva di essere lui che aveva permesso al Maestro di trovarlo e ucciderlo. L'unico a sapere la verità è il dottor Sweets, che non può rivelarla, essendo costretto dal segreto professionale. In seguito alla confessione viene quindi arrestato e ricoverato in un manicomio criminale.

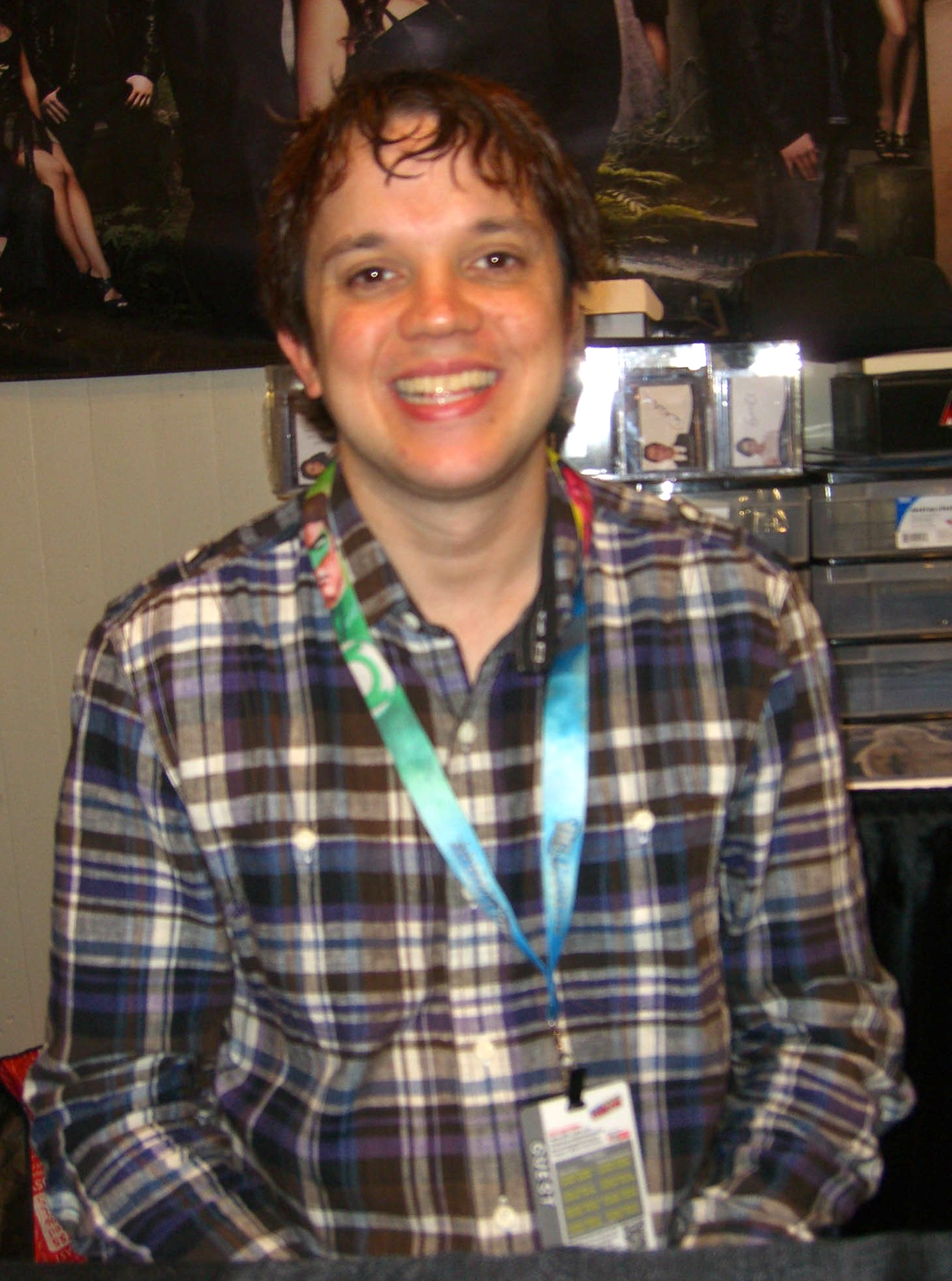
Eric Millegan (2012)

Viene presentato come uno dei dipendenti del Jeffersonian Institute più intelligenti e metodici, con un quoziente intellettivo molto elevato e con una memoria eidetica, tutte caratteristiche che gli hanno permesso di diplomarsi al college a soli 16 anni. Durante la serie è il collaboratore più fedele di Temperance Brennan, con la quale instaura un rapporto di amicizia e forte rispetto. È specializzato nella cosiddetta "macerazione", ovvero la separazione di residui di pelle dalle ossa di un cadavere. Ha comunque molte conoscenze in quasi ogni apparato dell'istituto, cosa che lo farà scontrare più volte con Jack Hodgins per il titolo di "Re del laboratorio". Nonostante la loro rivalità, tra i due c'è una grande amicizia che porta lo stesso Zack a considerare Hodgins come il suo migliore amico, senza contare che quest'ultimo fa alloggiare lo strano tirocinante nel suo appartamento per gli ospiti, e quando Zack è rinchiuso, Hodgins gli fa spesso visita. Nell'episodio L'ultimo discepolo, viene rivelato che Zack Addy è un collaboratore di un serial killer cannibale chiamato Gormogon. Addy in persona aveva creato un'esplosione all'interno del Jeffersonian ustionandosi irreparabilmente le mani per aiutare Gormogon a non essere scoperto per i suoi crimini. Zack dice di averlo aiutato dopo averlo conosciuto ad un congresso, durante il quale il serial killer è riuscito a convincerlo con un discorso stringente e scientificamente ineccepibile. Di fronte a un simile ragionamento razionale e scientifico sull'uccisione di più persone, lo stesso Zack viene persuaso che sia necessario compiere i misfatti. Temperance però riesce, mediante un ragionamento altrettanto logico, a dimostrare all'assistente come lui stesso non abbia davvero seguito tale logica, perché se lo avesse fatto davvero l'esplosione, invece che rovinargli le mani, avrebbe ucciso Hodgins, cosa che Addy si è rifiutato di fare. Scioccato dal proprio errore, Zack rivela l'ubicazione del nascondiglio di Gormogon, che viene ucciso. Egli viene quindi arrestato e rinchiuso in un istituto psichiatrico, dopo che una perizia lo ha descritto come incapace di intendere e volere. Nell'episodio Perdere la testa, Lance Sweets rimane brevemente solo con lui dopo che era scappato dall'istituto psichiatrico per aiutare il Jeffersonian e lo riaccompagna dentro, esprimendo con ironia timore per la propria vita: Zack quindi gli rivela di non aver mai ucciso nessuno, ma di aver detto al "Maestro" la posizione dell'uomo che poi fu ucciso dal precedente apprendista (a sua volta eliminato per reclutare Zack); Zack, infatti, si è dichiarato colpevole perché convinto che se gli fosse stato ordinato di farlo, lo avrebbe ucciso e comunque si ritiene responsabile della sua morte. Sweets, già sospettando del fatto che lui non fosse un killer, lo implora di dire la verità, ma Zack rifiuta e gli impone di mantenere il segreto. Sweets, a malincuore, accetta e la condanna rimane invariata: Zack sconterà l'ergastolo, anche se da lì in poi Sweets fa visita Zack una volta la settimana nel tentativo di convincerlo a parlare, ma invano. Anni dopo, si scopre che Zack è fuggito dalla clinica, e le prove trovate su vari cadaveri suggeriscono che è diventato un serial killer, chiamato il "burattinaio". Nell'ultima puntata dell'undicesima stagione rapisce Bones. Nella prima puntata della dodicesima stagione però si scopre che Zack in realtà è scappato proprio perché è innocente, mentre il vero assassino è il suo psichiatra, il dottor Mihir Roshan, che lo ha continuamente trattato in modo che si autoconvincesse di essere affetto da personalità multipla e di essere il responsabile dei delitti. Durante l'indagine il team scopre inoltre che mentre era in manicomio, Zack usciva di nascosto e usava un computer per violare le mail dei suoi amici (soprattutto Bones e Hodgins) per restare aggiornato sulle condizioni della loro vita, senza però leggere quelle intime. Fortunatamente, il team del Jeffersonian scopre la verità sul burattinaio mentre Zack, nel corso di una colluttazione con Roshan, scopre di non essere in grado di uccidere nemmeno per autodifesa e questo lo spinge a raccontare a Bones e a Booth di non aver mai ucciso nessuno, spronandoli a riesaminare le prove del caso Gormogon contro di lui. Nel giro di pochi mesi l'appello per la scarcerazione di Zack viene discusso in tribunale e la squadra del Jeffersonian riesce a dimostrare la sua l'innocenza, pertanto il giudice riduce la pena, inizialmente a vita per omicidio, a soli tredici mesi, per favoreggiamento e complicità. Anche se dovrà ancora aspettare più di un anno, Zack accetta entusiasta la nuova condanna e torna in prigione, preparandosi a uscirne presto.

### Daniel Goodman
Daniel Goodman (stagione 1), interpretato da Jonathan Adams, doppiato da Roberto Draghetti.
È un archeologo, responsabile del Jeffersonian nonché diretto superiore di Bones. Lascia l'incarico a Camille Saroyan.

### Camille "Cam" Saroyan

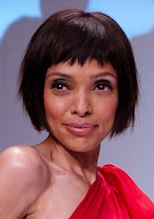
Tamara Taylor (2012)

Camille "Cam" Saroyan (stagioni 2-12), interpretata da Tamara Taylor, doppiata da Irene Di Valmo. Viene introdotta nella seconda stagione della serie, come direttrice e patologa della divisione forense del Jeffersonian Institute. Inizialmente presente come personaggio ricorrente, Cam sarebbe dovuta scomparire nel 7º episodio della stagione ma, vista la popolarità assunta tra i fan, gli autori decisero di promuoverla nel cast principale della serie.
Cam appare come una donna molto forte e segnata profondamente dalle sue dure esperienze di vita. La dottoressa Saroyan è una capa inflessibile ed un'ottima amministratrice, tanto che tutti all'interno dell'istituto la rispettano, e certi addirittura temono. Ciò nonostante, col tempo assume un ruolo di intima confidente e quasi materno per Temperance e sviluppa una forte relazione d'amicizia con gli altri membri principali dello staff, senza che questo influenzi mai il suo giudizio come capa. Cam riesce a tener testa a qualunque autorità interna, esterna, federale ed internazionale ed è sempre pronta anche a scavalcarle per amor di giustizia. Non si sa nulla di certo del suo passato, a parte che è originaria del Bronx e che sua madre morì quando lei aveva 23 anni, lasciandole in eredità una collana che tuttora non toglie mai. Lei e sua sorella minore Felicia reagirono molto male alla perdita, e da allora il loro rapporto è stato parecchio difficile. Per sua stessa ammissione sappiamo che ha lavorato per dieci anni nelle forze di polizia: qui conobbe Booth, con cui ebbe una breve relazione. In seguito ottenne il posto di direttrice della divisione forense al Jeffersonian Institute. Fu lei a consigliare per la prima volta a Booth di chiedere assistenza alla Brennan per le indagini più complicate. Accortasi dei sentimenti che provano l'uno per l'altra, diventerà una loro grande sostenitrice e confidente. Esposta dal serial killer Howard Epps al bromuro di metile, una pericolosa neurotossina, Hodgins riuscì a isolare l'agente patogeno e a estrarlo prima che entrasse in circolo, salvando così la vita della dottoressa. Quando Jared Booth, fratello minore di Booth, esprimerà interesse per la Brennan, lei diverrà estremamente protettiva verso la collega, e si dichiarerà felice di scoprire che tra i due non sia successo niente, preoccupata per come l'avrebbe presa Seeley. Conoscendo molto bene i due fratelli Booth, è la prima ad avvertire Temperance di non lasciarsi imbrogliare da Jared, sapendo che quest'ultimo non è affatto una persona brillante e capace come pensava la collega. Dopo la morte del suo ex fidanzato Andrew, la donna si farà carico della figlia adolescente Michelle (che non vedeva da dieci anni); Cam si rivelerà essere un'ottima madre, e tra le due si instaurerà in breve tempo uno splendido rapporto. In seguito inizia una relazione con Arastoo Vaziri, uno dei tirocinanti, con cui si sposerà e adotterà dei bambini.
Inizialmente l'atteggiamento del personaggio differiva profondamente da quello delle stagioni successive: prima dell'episodio in cui, inizialmente, la sceneggiatura originale prevedeva la sua uscita di scena a causa della sua morte, l'atteggiamento di Camille era quello di una capa stoica e inflessibile, quasi continuamente in contrasto con Temperance: laddove l'antropologa cercava di puntare soprattutto alla verità seguendo però le regole senza eccezioni, la patologa spesso perseguiva soprattutto la giustizia, talvolta puntando solo all'arresto del sospettato più probabile e a volte mostrandosi disposta a infrangere o, per lo meno, aggirare le regole. Dopo la sua promozione nel cast principale, Camille acquisisce il ruolo che mantiene per il resto della serie, cioè molto più solare, onesta e con un ruolo materno nei confronti del resto della squadra.

### Lance Sweets
Lance Sweets (stagioni 3-10), interpretato da John Francis Daley, doppiato da Andrea Mete.
È un giovane psicologo dell'FBI che inizialmente deve valutare l'operato di Booth. Dopo le iniziali incomprensioni, Booth riconosce le sue qualità e lo fa collaborare alle sue indagini, dove si rivela molto portato nel tracciare i profili dei sospettati, stringendo un profondo rapporto con lui e con la dottoressa Brennan. Si innamora della tirocinante Daisy Wick, e avrà con lei una relazione fatta di molti alti e bassi; i due avranno un figlio, Seeley Lance Wick-Sweets, che lui non conoscerà mai in quanto rimarrà ucciso in una colluttazione.

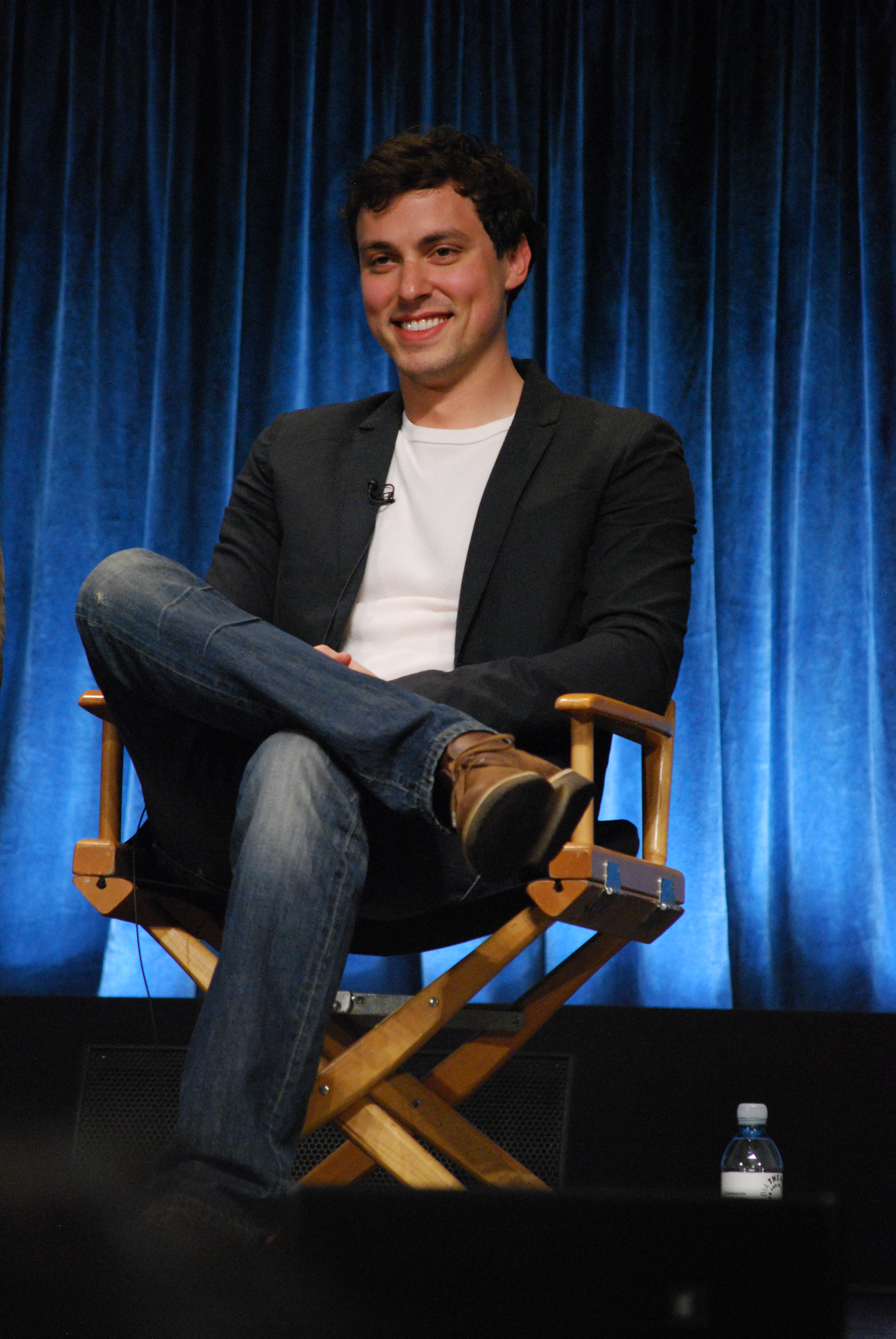
John Francis Daley (2012)

Al suo esordio compare come guest star per i primi otto episodi della terza stagione e diviene membro del cast regolare dal nono episodio. Sweets è un giovane, ma molto brillante psicologo, impareggiabile nel profiling ed è capace di cogliere dettagli impercettibili a chiunque, come piccoli tick nervosi o lapsus comportamentali. Inoltre è dotato dell'innata abilità di comprendere quando qualcuno sta mentendo e per questo Booth se lo porta dietro durante gli interrogatori. 
Da bambino Sweets venne abbandonato e, come Booth e la Brennan ebbe diversi problemi con i servizi sociali, che lo spedirono da una casa all'altra, finché a sei anni non venne adottato da una coppia di anziani che lo crebbero in maniera amorevole. Raggiunta la maggior età, Sweets si mise in cerca della madre biologica, una chiromante in un circo di girovaghi del sud della Florida. La sua carriera scolastica fu rapida e ricca di successi: si laureò all'università di Toronto a quindici anni, prese il master di psicologia all'università Temple University dopo due anni e due dottorati all'università della Pennsylvania nell'arco di altri tre. In seguito entra alle dipendenze dell'FBI come psicologo e gli viene assegnato la psicoanalisi di Booth e della Brennan, data l'insolita partnership formatasi tra i due. I primi approcci sono parecchio difficili e i pazienti lo prendono poco seriamente (Booth per la sua giovane età, Brennan per la propria mancanza di fiducia nella psicologia), ma col tempo diverrà sempre più partecipe alle indagini e via via si avvicinerà all'intero team del Jeffersonian, tanto da fidanzarsi con una tirocinante di Temperance, Daisy Wick. 
Il rapporto con Booth si solidifica abbastanza in fretta, perché nonostante la differenza di età continui a spingere l'agente dell'FBI a non prendere troppo sul serio il giovane psicologo, in breve tempo l'uomo non può più negarne l'utilità nelle indagini, chiedendogli sempre più spesso di aiutarlo, sia al lavoro che fuori. Il rapporto tra Sweets e la dottoressa Brennan, invece, resta per molto tempo distaccato e, ancora di più rispetto che per Booth, lo psicologo viene spesso insultato e snobbato da lei. Non ritenendo utile la psicologia, Bones non lo ascolta quasi mai, arrivando persino a dire che, facendo lo psicologo, Lance sta sprecando la propria intelligenza. Una svolta nel loro rapporto professionale avviene durante la soluzione di un caso in cui, durante l'indagine, lei lo deride accusandolo di formulare unicamente delle ipotesi senza alcun fondamento logico, ma alla fine è proprio grazie a lui che Booth riesce a catturare il colpevole. Dopo aver assistito alla confessione, Temperance si rende conto che Sweets aveva ragione, ma quando l'antropologa chiede allo psicologo di spiegarle come abbia fatto, questi si rifiuta di rispondere perché ritiene che lei non gli crederà finché continuerà a non credere nella sua disciplina. Un altro momento in cui si nota quanto il rapporto tra Booth e Sweets sia andato oltre la partnership professionale è quando Booth ha problemi di memoria e di coordinazione, a seguito di un'operazione al cervello, ma non chiede aiuto a Sweets: si rivolge invece allo chef ed ex psichiatra Gordon Wyatt; inizialmente il ragazzo è dispiaciuto della decisione dell'agente, ma poi grazie a Gordon capisce che Booth lo ha fatto perché, pur fidandosi, non vuole metterlo in una situazione difficile dato che, in quanto profiler dell'FBI, se Booth gli avesse confessato i propri problemi, Lance sarebbe stato obbligato a scegliere tra l'obbligo professionale di segnalarlo ai superiori e la loro amicizia; quindi Booth si è rivolto a Gordon sapendo che quest'ultimo ne avrebbe parlato con Lance, che così, un po' cavillosamente, è riuscito ad aiutare l'amico senza infrangere le regole.
Da subito impressionato dal rapporto tra Booth e Bones, scrive un libro sui due, che tuttavia non pubblica per rispetto verso di loro e, soprattutto, perché nel libro conclude che i due sono innamorati mentre loro, in quel periodo, rifiutano questa realtà. Quando, finalmente, i due gli raccontano come si sono incontrati e come, nonostante un'iniziale attrazione, alla fine si fossero lasciati in malo modo, Sweets conclude che il proprio libro sia completamente sbagliato e lo butta. Qualche anno dopo la sua morte, ai due amici, a quel punto sposati, viene consegnata la versione definitiva del libro, scritta non più come analisi psicologica ma come racconto della loro storia d'amore.
Per un certo tempo, durante un periodo di separazione con Daisy Wick, viene ospitato a casa di Booth e Brennan. Nonostante i passati alterchi, la convivenza è particolarmente facile e lo psicologo e l'antropologa usano spesso le rispettive conoscenze come mezzo per analizzare il comportamento di Booth e "vincere" nelle discussioni, tanto che presto, per l'imbarazzo e per l'esasperazione, l'uomo sostiene di preferire i tempi in cui Temperance e Lance non andavano d'accordo. Quando Lance trova un appartamento, i due amici ammettono di essere anche un po' tristi della cosa, perché il ragazzo è l'unica persona a piacere a entrambi e, contemporaneamente, alla loro figlia.
Due anni dopo essersi lasciati, Sweets e Daisy si rimettono insieme, ma poco tempo dopo lui viene ucciso e quindi la ragazza dovrà crescere da sola il figlio che porta in grembo e che verrà chiamato Seeley-Lance in onore del padre e del padrino. Nel periodo in cui Booth era rinchiuso in prigione, Lance, con l'aiuto di Daisy, ha aiutato Brennan a prendersi cura di Christine, che per questo comincerà a chiamarli "Zio Sweets" e "Zia Daisy". Quando la squadra dà la caccia all'assassino seriale soprannominato "il burattinaio" e Zack Addy diventa un sospettato, si scopre che da quando quest'ultimo è stato ricoverato per omicidio, Lance lo aveva visitato almeno una volta la settimana, perché Zack, poco dopo essere stato ricoverato, gli aveva confessato di non aver mai ucciso nessuno: il giovane assistente infatti si era dichiarato colpevole perché era convinto, contro il parere di Sweets, che se avesse potuto avrebbe commesso l'omicidio lui stesso, quindi obbligò lo psicologo, che voleva raccontarlo al resto della squadra, a non dirlo a nessuno perché, avendo aiutato un assassino seriale, Zack sarebbe comunque stato messo in prigione, dove era convinto di non poter sopravvivere. Si viene anche a sapere che, quando Zack seppe della morte di Lance, prese molto male la notizia e sbatté volontariamente la testa, procurandosi sulla fronte una profonda cicatrice. Quando Bones e Booth osservano gli oggetti che sono riusciti a recuperare dalle macerie del Jeffersonian, trovano di nuovo il libro di Sweets e, ricordandolo con nostalgia, ammettono che l'amico aveva sempre avuto ragione sul loro rapporto.

### James Aubrey
James Aubrey (stagioni 10-12), interpretato da John Boyd, doppiato da Francesco Venditti.
Agente dell'FBI, apparentemente ingenuo, è in realtà molto abile. Dopo la morte di Sweets diventa il nuovo partner di Booth. Un suo tratto caratteristico è l'essere perennemente affamato, riuscendo a mangiare senza alcun disagio anche nelle situazioni più drammatiche, cosa che sorprende Booth. Per via del trauma infantile della fuga del padre Philip, un truffatore, Aubrey nutre un grande rancore verso gli opportunisti e gli uomini ossessionati dal denaro. Ha un rapporto di profonda amicizia con Booth, al quale riserva spesso i suoi commenti e le sue battute ironiche e taglienti. È particolarmente sveglio, arguto e sagace, ed è molto ferrato in chimica, suscitando per questo l'ammirazione di Bones e Booth. Nonostante ami rimarcare la sua condizione da single, di cui va fiero, si innamora della tirocinante Jessica Warren, anche se all'inizio questa pare respingerlo optando per un'amicizia.

## Personaggi secondari
- Sam Cullen (stagione 1), interpretato da John M. Jackson.
È il direttore dell'FBI e capo di Booth.
- Caroline Julian (stagioni 1-12), interpretata da Patricia Belcher, doppiata da Cristina Piras.
È un procuratore, i cui metodi "giudiziari" sullo svolgimento delle indagini integrano quelli "scientifici" della dottoressa Brennan. Dal carattere forte e scontroso è molto affezionata a Booth, Bones e tutta la squadra.
- Parker Booth (stagioni 1-7, 9, 11), interpretato da Ty Panitz (stagioni 1-9) e Gavin MacIntosh (stagione 11). 
È il figlio di Booth e della sua ex Rebecca Stinson. Pur vivendo con la madre, è molto legato al padre e anche a Temperance. Poco dopo il suo concepimento, Booth chiese a Rebecca di sposarlo, ma lei rifiutò. A partire dalla settima stagione, lui e la madre si trasferiscono oltreoceano, ma Parker continua a tornare a vivere col padre a periodi alterni. Quando nasce Christine e Parker viene a trovarla, Booth e Bones sono preoccupati, vedendo come lui, pur mostrandosi felice, si comporti in modo strano, ma poi si scopre che è tutto un malinteso e che quello che stava facendo era costruire, di nascosto, un regalo per la sorellina.
- Rebecca Stinson (stagione 1-2), interpretata da Jessica Capshaw. Ex fidanzata di Booth e madre di Parker. Quando restò incinta, Booth le chiese di sposarlo, ma lei rifiutò perché non voleva sposarsi solo per quello. Successivamente inizia una relazione con un altro uomo e, continuando a non apparire più, nelle stagioni successive, si trasferisce in Inghilterra.
- Russ Brennan/Kyle Keenan (stagioni 1-3), interpretato da Loren Dean.
È il fratello di Temperance.
- Billy Gibbons (stagioni 1-12), interpretato da se stesso.
È il padre di Angela Montenegro, famoso per essere cantante e chitarrista degli ZZ Top.
- Matthew Brennan/Max Keenan (stagioni 2-12), interpretato da Ryan O'Neal.
È il padre di Temperance. È un anarchico, tant'è che un tempo lui e sua moglie erano rapinatori di banche e istituzioni arricchitesi in modo illegale o, se legale, comunque immorale. Ha abbandonato la figlia quando era ancora bambina per proteggerla da coloro che gli davano la caccia, rientrando nella vita di Temperance solo anni dopo per cercare di recuperare il tempo perduto e aiutandola anche a risolvere alcuni casi. Poco dopo il suo ritorno viene arrestato per i crimini passati e per l'omicidio dell'assassino della moglie, ma grazie alla figlia, che dimostra come le prove dell'omicidio rendano anche lei una sospettata, la giuria non può essere sicura di chi sia il colpevole tra i due e quindi Max viene legalmente prosciolto dalle accuse. Nonostante il suo ritorno, per Temperance ci vorranno ancora alcuni anni per fidarsi completamente del padre. Nella dodicesima stagione manifesta problemi cardiaci per cui si fa installare un pacemaker. Successivamente resta vittima di Mark Kovac, quando questi invia dei sicari a casa della figlia: Max interviene e salva Temperance, restando però ferito e morendo in ospedale con lei accanto.
- Gordon "Gordon Gordon" Wyatt (stagioni 2-5, guest 12), interpretato da Stephen Fry.
È inizialmente un terapista che Booth è costretto a frequentare a seguito di un incidente. Si rivela comunque una persona dallo spiccato intuito, capace di aiutare Booth e Temperance in svariate occasioni. Successivamente decide di seguire la sua vera passione e diventa uno chef, ma anche in questa nuova veste trova il modo di essere d'aiuto ai suoi due amici.
- Jared Booth (stagioni 4-5, 11), interpretato da Brendan Fehr.
È il fratello minore di Booth. Ha un rapporto molto affettuoso, ma anche tempestoso con il fratello maggiore. Inizialmente appare come una sua versione un po' più giovane ma ancora più abile, ma presto si scopre che in realtà continua a mettersi nei guai (come il padre ha problemi con l'alcol) da cui Seeley lo tira fuori, spesso a proprie spese, finché Bones non convince quest'ultimo a smettere per dare a Jared la possibilità di "crescere". È un ufficiale della Marina e lavora per l'Intelligence, ma viene congedato con disonore quando, per salvare Seeley dal Becchino, abusa del proprio potere. Viene ucciso tra la decima e l'undicesima stagione.
- Michelle Welton (stagioni 4-12), interpretata da Tiffany Hines, doppiata da Letizia Ciampa.
È la figlia adottiva della dottoressa Saroyan.
- Edwin Booth
Personaggio mai apparso di persona. È il padre di Booth e di Jared ed è un pilota veterano della Guerra in Vietnam. Purtroppo gli orrori vissuti lo hanno reso violento e alcolizzato, causando la fuga della moglie, Marianne, e l'allontanamento dei figli che vengono cresciuti dal padre di lui, Hank. Muore nel 2012 per i danni al fegato causati dall'alcol. Inizialmente, Seeley ostenta una certa indifferenza alla cosa, ma il nonno Hank lo sprona a tentare di perdonarlo. Lascia al figlio una scatola contenente ricordi delle poche esperienze felici vissute con il figlio.
- Hank Booth (stagioni 5-9), interpretato da Ralph Waite, doppiato da Emilio Cappuccio
È il nonno paterno di Seeley e Jared Booth. Vive in una casa di riposo e come il figlio e i nipoti un tempo era un militare ed ha combattuto in Corea. Quando scoprì che il figlio picchiava Seeley e Jared li prese con sé e diventò per loro il padre che non avevano mai avuto. Booth spesso dichiara di considerarlo il suo vero padre, ma quando Edwin muore Hank, che si è sempre sentito in colpa per il comportamento del proprio figlio, sprona il nipote a perdonarlo. La sua uscita di scena è dovuta alla morte del suo interprete.
- Hannah Burley (stagione 6), interpretata da Katheryn Winnick.
È l'ex ragazza di Booth, una coraggiosa giornalista conosciuta in Afghanistan tra la quinta e la sesta stagione. La relazione va molto bene finché Booth non le chiede di sposarlo: lei rifiuta (precisando di aver più volte tentato di fargli capire che lei non vuole sposarsi) e quindi lui la lascia.
- Genevieve "Genny" Shaw (stagioni 6-7), interpretata da Tina Majorino.
Giovane e intraprendente agente speciale, indaga per farsi notare dall'agente Booth ed entrare nel team.
- Christine Angela Booth (stagioni 7-12), interpretata da Susanne Hartman (stagioni 7-9) e da Sunnie Pelant (stagioni 9-12).
È la figlia di Seeley Booth e Temperance Brennan.
- Henry 'Hank' Booth (stagioni 11-12), interpretato dai gemelli Leighton & Jackson Rapo.
È il secondo di Seeley Booth e Temperance Brennan.

### Criminali
- Howard Epps (stagione 1-2), interpretato da Heath Freeman. 
Serial killer e cattivo principale della seconda stagione. Le sue vittime sono quasi tutte giovani ragazze bionde. Dopo essere stato incarcerato e condannato a morte, attraverso degli assistenti compie indirettamente crimini per i quali la squadra del Jeffersonian inizia a indagare. Prima di essere giustiziato, si sposa con una donna, Caroline Epps, che lui utilizza per i suoi scopi nonostante lei sia sinceramente innamorata di lui. Poco prima dell'esecuzione, evade dal carcere e comincia la sua vendetta: per prima cosa uccide la moglie, che decapita e nella cui testa inserisce una sfera contenente un veleno, bromuro di metile, in modo che la squadra del Jeffersonian resti avvelenata indagando. Fortunatamente, l'unica ad essere avvelenata, Camille Saroyan, riesce a sopravvivere, e alla fine Epps precipita dal balcone dell'appartamento di Bones, in cui si era introdotto di nascosto. Durante le indagini si scopre che sua madre, una donna mentalmente instabile, fanatica e abusiva, gli faceva fare il bagno nell'ammoniaca e, quando ciò viene scoperto, Booth arresta anche lei, che non mostra nessun rimpianto per le violenze compiute.
- Gormogon (stagione 3), interpretato da Laurence Todd Rosenthal. 
L'antagonista principale durante la terza stagione. Gormogon è un serial killer cannibale che uccide persone non collegate tra di loro per i suoi rituali cannibali privati. In realtà Gormogon, all'interno della serie, è una società segreta di cannibali composta da un maestro (che viene chiamato appunto Gormogon) e da due discepoli (chiamati anche allievi), uno dei quali prenderà il posto del maestro Gormogon una volta che questo avesse sostituito tutte le ossa di uno scheletro inizialmente d'argento con ossa umane. L'allievo rimanente verrà ucciso. Ogni maestro sceglie i propri discepoli sempre seguendo un preciso schema: devono essere orfani. Tuttavia è stata fatta un'eccezione per il personaggio di Zack Addy, i cui genitori sono entrambi vivi ma che è stato comunque reclutato come secondo discepolo. Gormogon per mangiare le sue vittime non usa i suoi denti, che si è estratto da tempo, ma usa una particolare dentiera da lui stesso creata, composta esclusivamente da canini. Nell'episodio L'ultimo discepolo viene mostrato per la prima volta il volto di Gormogon. Booth e alcuni agenti della SWAT, sotto indicazioni di Zack Addy, riescono a raggiungerlo a casa e, una volta entrati, sorprendono questo a mangiare della carne umana. Gormogon colpisce uno degli agenti con il suo coltello tribale, un istante dopo però viene ucciso da un colpo di fucile da Booth. Gormogon muore definitivamente dopo lo sbalzo che ha ricevuto dalla pallottola, sbattendo la testa contro una cassa di legno. Nonostante venga mostrato il volto di Gormogon, di lui non si conosce né la voce né il nome, in quanto, prima che possa dire qualsiasi cosa, viene ucciso da Booth. Il Gormogon precedente si chiama Arthur Graves, ha già completato il suo scheletro e ora vive in una casa di cura per malati di Alzheimer: pur consapevoli delle atrocità commesse dal vecchio, Booth e Bones non possono far altro che lasciarlo lì, dato che ormai non c'è modo per punirlo per le sue azioni.
- Heather Taffet (stagioni 2-6), interpretata da Deirdre Lovejoy.
Procuratore federale dietro cui si cela il serial killer noto come il "Becchino". La donna infatti è la responsabile del rapimento di diverse persone, che seppellisce sottoterra dentro una macchina per poi chiedere alla famiglia un riscatto. In questo modo è stata artefice di diverse morti, compresi due giovani ragazzi. Nella seconda stagione, quando il Jeffersonian comincia a indagare sui suoi crimini, rapisce Bones e Hodgins e li seppellisce a loro volta, ma fortunatamente i due vengono salvati. Nella quarta stagione rapisce anche Booth e lo lascia dentro una nave da guerra in disarmo di cui lei stessa, come procuratore, ha richiesto l'affondamento, ma questo porta Bones e il resto del Jeffersonian a capire la sua identità e a catturarla, mentre Booth si salva. Nella quinta stagione il suo caso viene discusso in tribunale e la donna viene condannata per omicidio. Nella sesta stagione si scopre che è stata condannata alla pena capitale e, quando viene scortata in tribunale per il proprio appello, viene uccisa a distanza da Jacob Broadsky.
- Jacob Broadsky (stagione 6), interpretato da Arnold Vosloo.
Cecchino ed ex mentore di Booth. Le sue abilità come tiratore rivaleggiano con quelle del protagonista, ma a differenza di quest'ultimo è diventato un assassino a pagamento. Bones e Booth cominciano a indagare su di lui quando uccide Heather Taffet. Nel tentativo di sbarazzarsi del rivale uccide accidentalmente il tirocinante Vincent Nigel Murray. Afferma di agire per il bene comune, ma nel corso della sua "missione" ha finito per uccidere più innocenti che colpevoli, fino a che non viene catturato da Booth[24].
- Christopher Pelant (stagioni 7-9), interpretato da Andrew Harrison Leeds.
È un genio del computer che ciclicamente provoca difficoltà insolite alla squadra di Bones. È un hacktivista colpevole di avere violato la rete di comunicazioni del Dipartimento della Difesa. Le sue capacità con il computer sono tali che Angela è del tutto inerme contro di lui: riesce a compiere attacchi informatici usando macchine da lui stesso create, che impediscono alle autorità di avere prove contro di lui, e sui resti delle sue vittime lascia incisioni a forma di codice a barre che, una volta scannerizzate dalle apparecchiature del Jeffersonian, ne causano il malfunzionamento, impedendone l'utilizzo. In poco tempo la squadra scopre che è anche un serial killer psicopatico, che ha cominciato ad uccidere sin dalla gioventù (la sua prima vittima accertata è la sua insegnante), e le sue vittime sono spesso trovate in condizioni raccapriccianti ma anche simboliche, soprattutto da quando la dottoressa Brennan e il suo staff hanno cominciato a dargli la caccia. Quando Bones indaga sull'ultimo omicidio che Pelant compie, dichiara di considerare una prova della colpevolezza di quest'ultimo il fatto che il corpo analizzato non presenti proprio nessuna prova forense, a dimostrazione che l'antropologa lo consideri sì un killer psicopatico, ma anche una persona a suo modo straordinaria. Viene ucciso da Booth quando, nella propria follia, crede di poter far innamorare Bones di lui e quindi abbassa la guardia.

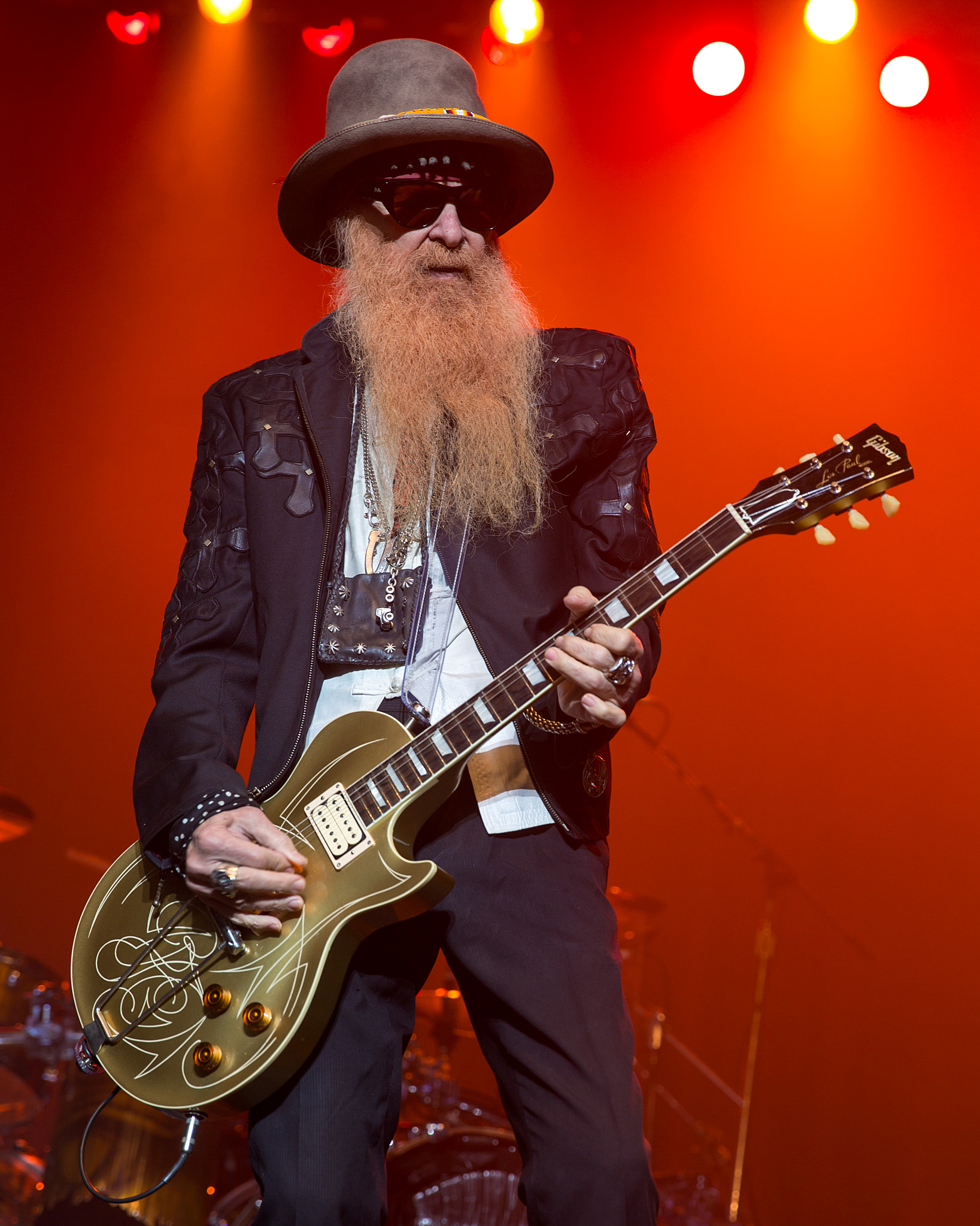
Billy Gibbons interpreta se stesso.
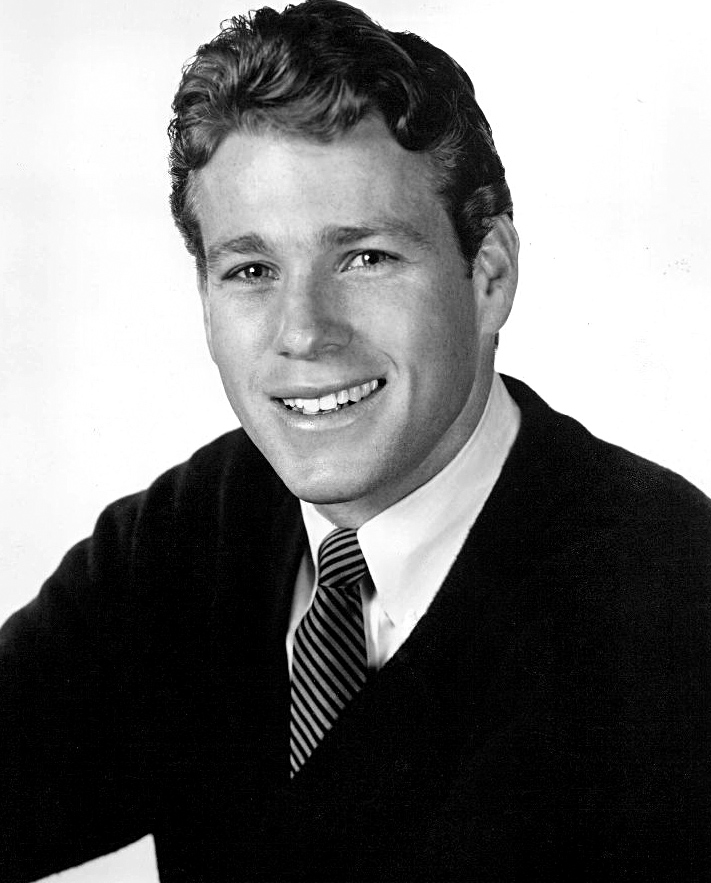
Ryan O'Neal interpreta Matthew Brennan/Max Keenan
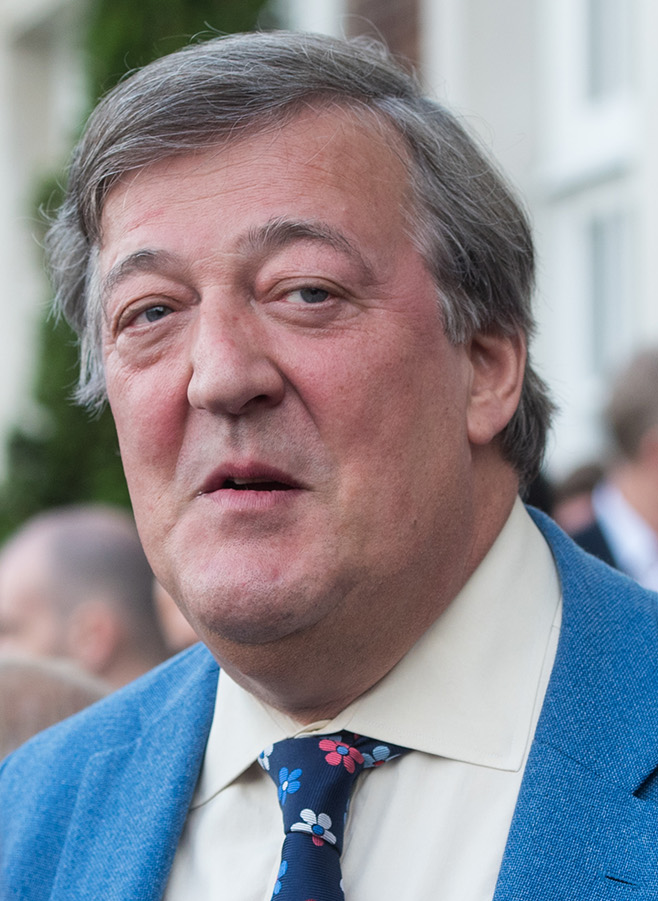
Stephen Fry interpreta Gordon Wyatt
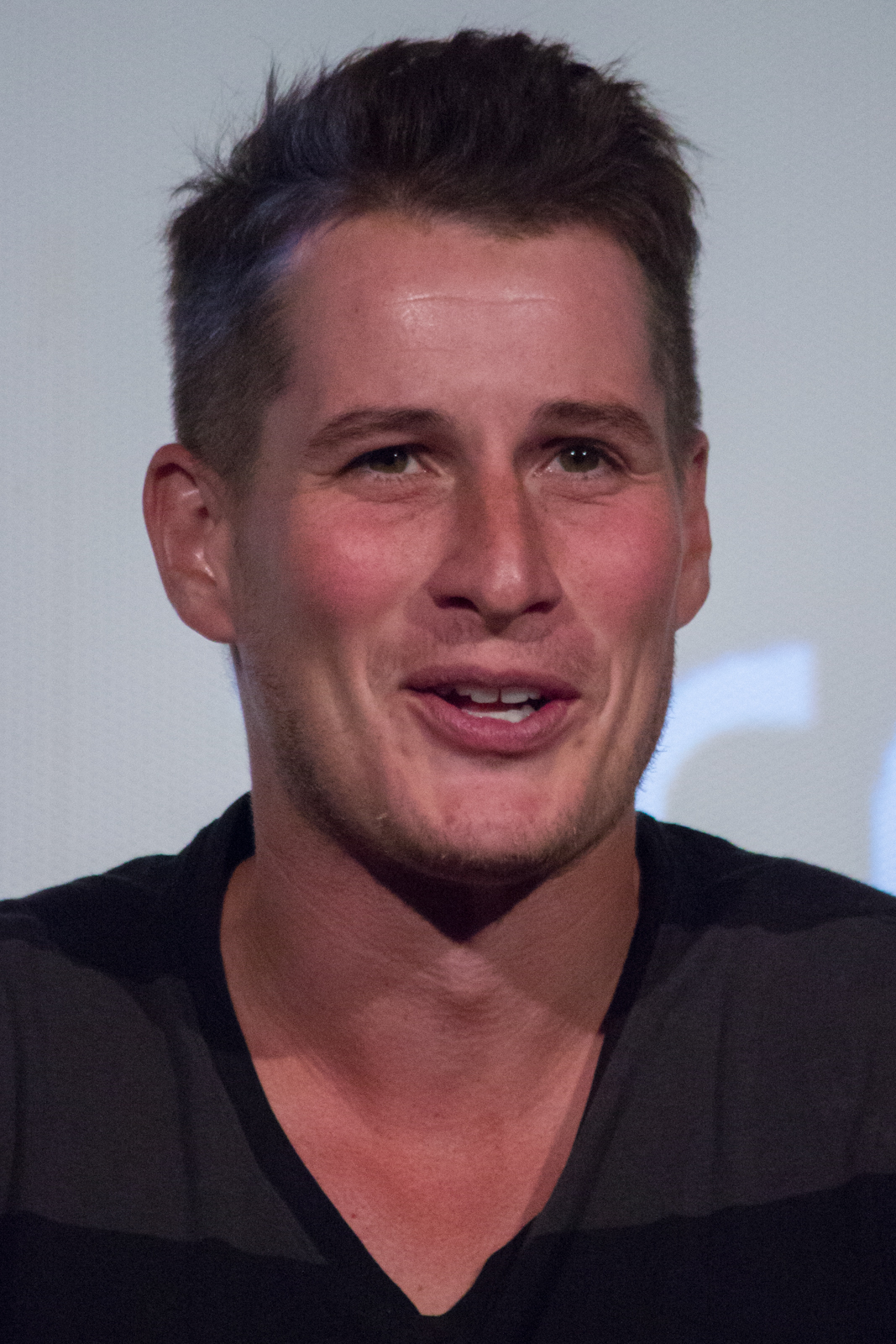
Brendan Fehr interpreta Jared Booth
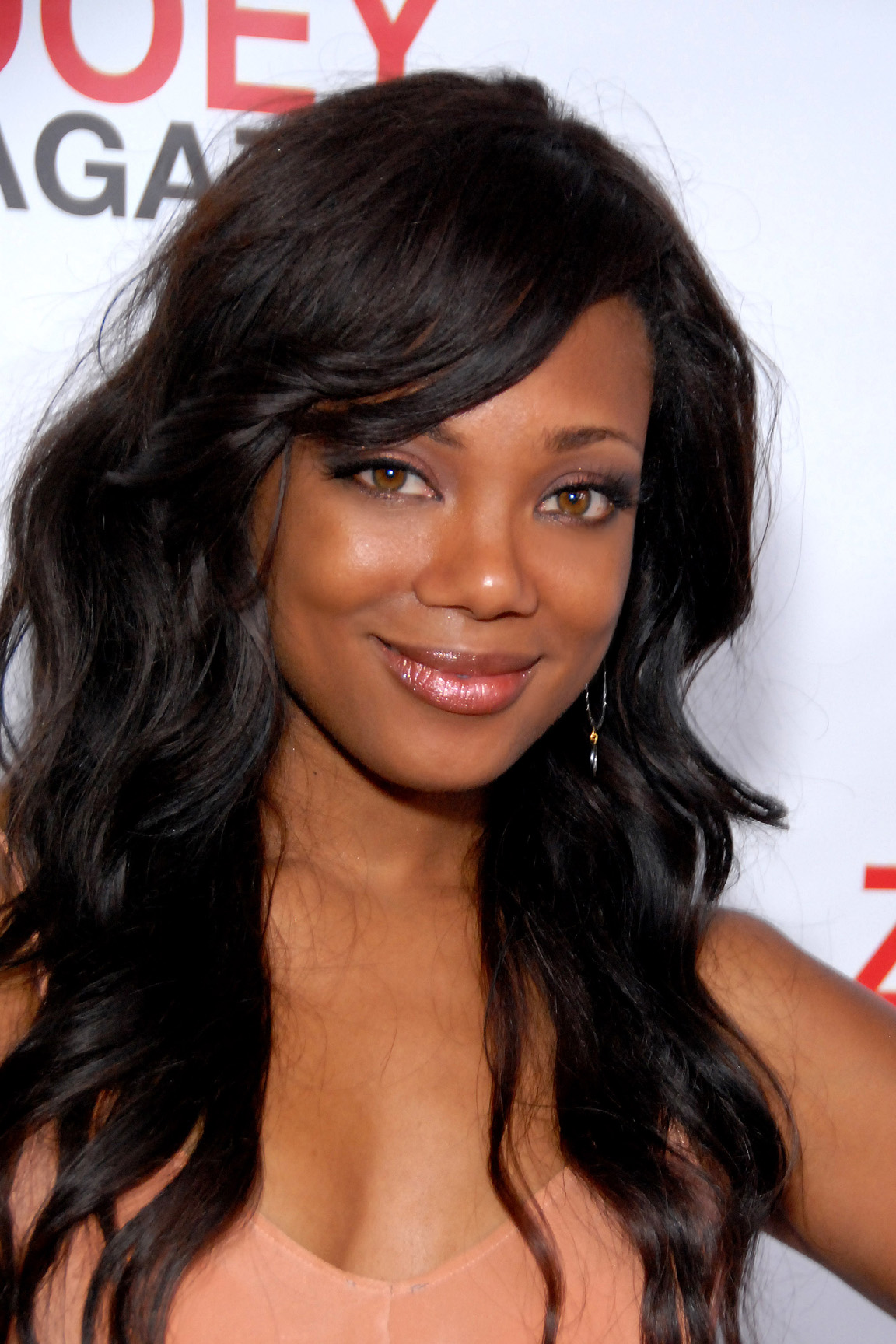
Tiffany Hines interpreta Michelle Welton
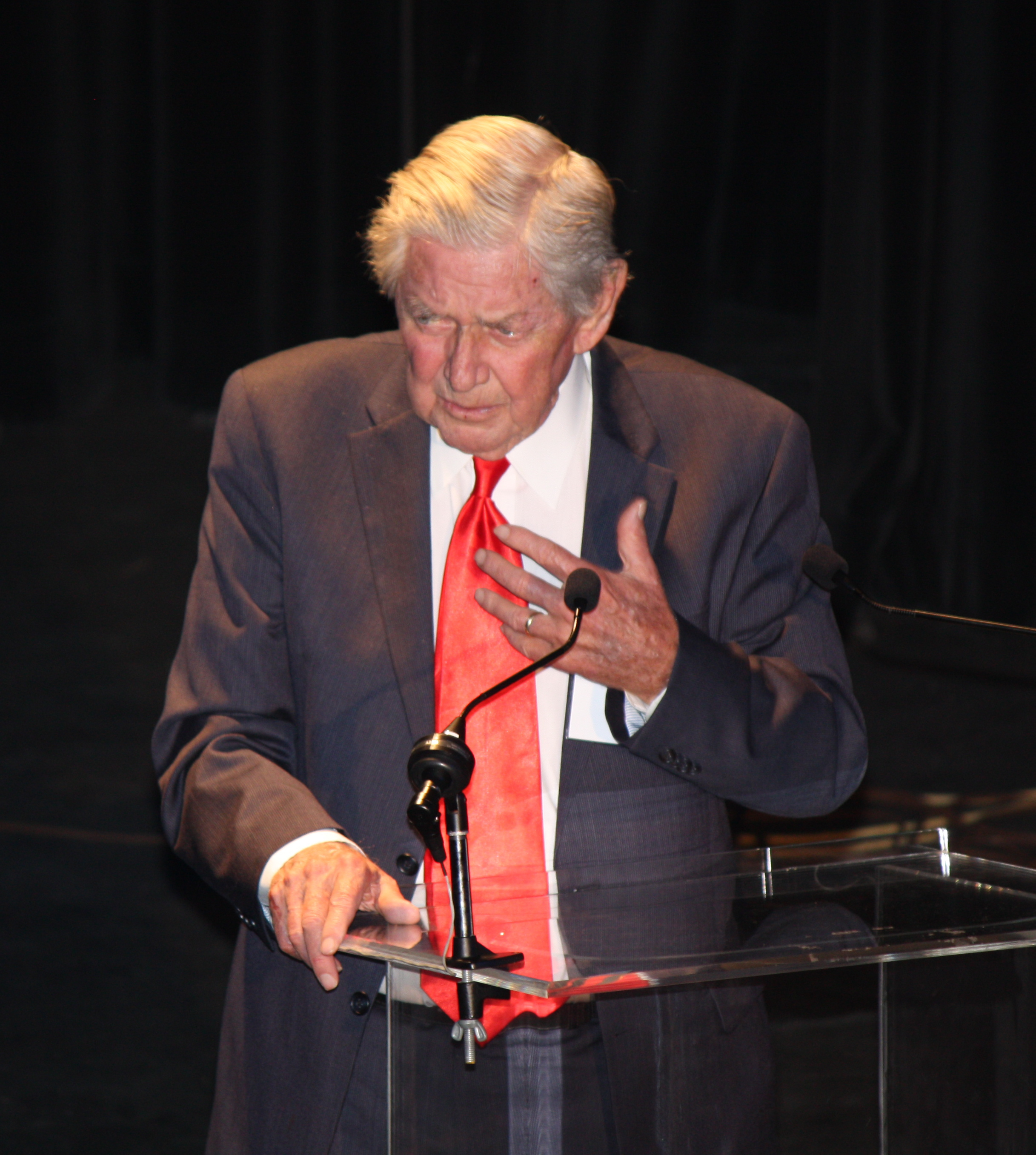
Ralph Waite interpreta Hank Booth
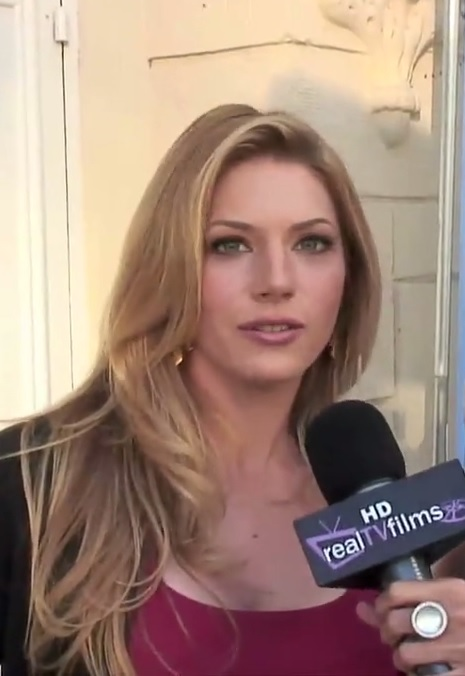
Katheryn Winnick interpreta Hannah Burley
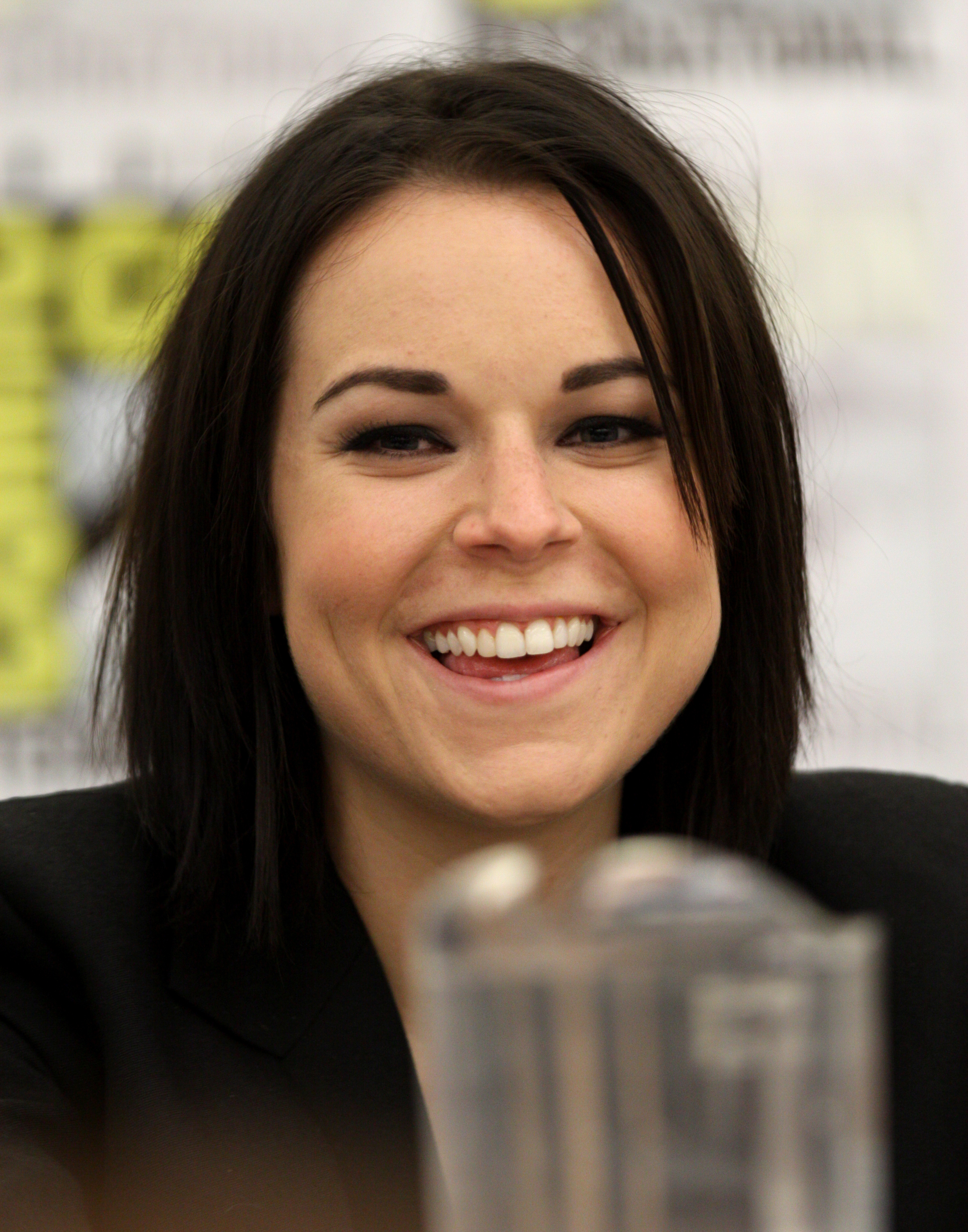
Tina Majorino interpreta Genny Shaw
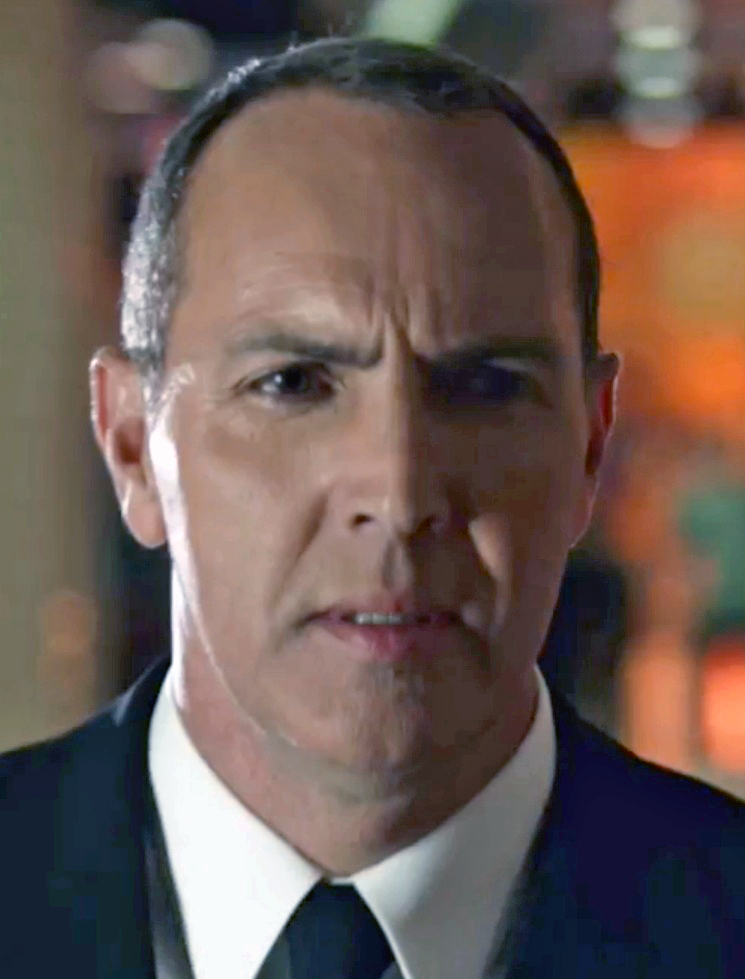
Arnold Vosloo interpreta Jacob Broadsky

### Tirocinanti della dottoressa Brennan
Assistono la dottoressa Brennan dopo che Zack viene istituzionalizzato, alternandosi ogni settimana. Quasi tutti hanno un comportamento bizzarro, o un passato particolare, e anche se non viene mai chiarito se essi siano al livello di Zack Addy, hanno tutti un talento tale da aver ottenuto la stima di Bones. Quasi tutti ottengono il dottorato in Antropologia Forense entro l'ultima stagione, e alla fine dimostrano di riuscire, lavorando tutti insieme, a ottenere gli stessi risultati della loro insegnante. Molti di loro, con le loro diverse personalità, fanno amicizia anche con Hodgins e lo assistono nei suoi esperimenti.
- Clark Edison (ricorrente stagioni 4-12, guest 3), interpretato da Eugene Byrd.
È un antropologo dalle grandi capacità, ma inizialmente distaccato e a tratti irritato dagli excursus privati del team; solo con il tempo riesce finalmente ad aprirsi con i suoi colleghi. Dopo un breve periodo trascorso a Chicago, mentre Brennan si trovava alle isole Maluku, torna al Jeffersonian poco dopo il ritorno dell'antropologa. È il primo tirocinante a ottenere il suo dottorato (tra la settima e l'ottava stagione) e quando Bones scappa, perché accusata ingiustamente, la sostituisce con successo e guadagnandosi poi la titolarità al Jeffersonian per l'ambito archeologico quando la donna ritorna. È l'unico tirocinante ad essere stato introdotto prima dell'arresto di Zack: viene assunto come consulente per la difesa durante il processo contro il padre della Brennan, dimostrando le sue grandi capacità a tal punto da dimostrare che Zack, che lavora per l'accusa, durante l'indagine ha commesso un errore.
- Wendell Bray (ricorrente stagioni 4-12), interpretato da Michael Grant Terry.
È il più "normale" tra gli assistenti della Brennan ed è anche l'unico tirocinante ad essere amico di Booth, con cui gioca a hockey. Inizia una relazione con Angela Montenegro che però termina nel giro di qualche mese. A causa di un sarcoma di Ewing nella nona stagione dovrà temporaneamente lasciare lo staff del Jeffersonian, perché il suo utilizzo di Cannabis, legale per lo stato nel quale vive, non è riconosciuto a livello federale (di cui il Jeffersonian è istituzione), quindi Bones interviene assegnandogli per un periodo il ruolo di consulente; finita la cura riottiene il lavoro. Secondo Temperance, Wendell è il tirocinante con più potenziale, ma alla fine della dodicesima stagione, il ragazzo si rende conto che, nonostante le proprie grandi capacità, lui non ha la stessa passione dei propri colleghi per le scienze forensi quindi decide, dopo aver completato il proprio dottorato, di dedicarsi a qualcosa che gli piaccia davvero.
- Colin Fisher (ricorrente stagioni 4-9, 11-12), interpretato da Joel David Moore.
È un ragazzo molto strano, dai discorsi spesso deprimenti, cinici e malinconici, che si scopre essere stato ricoverato in un ospedale psichiatrico per depressione; con il passare del tempo perderà questi tratti, assumendo un atteggiamento più positivo. Ha un inspiegabile ma indubbio successo con le donne. Non compare nella decima stagione, e torna nell'undicesima, in cui si scopre che ha ottenuto il suo dottorato e che è diventato il tutor universitario della figlia del presidente.
- Arastoo Vaziri (ricorrente stagioni 4-12), interpretato da Pej Vahdat.
Molto riservato e garbato, è l'unico personaggio di religione musulmana. Questo fatto comporta inizialmente qualche incomprensione o diffidenza, che si risolve però con il dialogo e la chiarezza; di origine iraniana, è un appassionato di baseball ed è pratico di arti marziali. Passato dall'antropologia forense a quella culturale tra la quinta e la sesta stagione, torna al Jeffersonian quando Bones conclude il suo anno sabbatico. Dall'inizio dell'undicesima stagione indossa la divisa da antropologo, indicando che ha completato il suo dottorato. Nell'ottava stagione inizia una complicata relazione con la dottoressa Saroyan con cui si sposa e adotta dei bambini nella dodicesima stagione.
- Daisy Wick (ricorrente stagioni 4-12), interpretata da Carla Gallo, doppiata da Domitilla D'Amico.
È un'eccentrica e molto capace antropologa, specializzata anche in psicologia. I suoi strani modi, in particolare la sua logorrea, provocano spesso irritazione nei colleghi, ma grazie all'aiuto di Sweets, che col tempo diventa il suo fidanzato, impara progressivamente a controllarsi. La coppia avrà un bambino, che però Daisy sarà costretta a crescere da sola dopo la morte del compagno. Nell'ultima stagione ottiene il suo dottorato e viene assunta come antropologo capo dalla National Forensic League sotto raccomandazione (inizialmente a sua insaputa) di Bones.
- Vincent Nigel Murray (ricorrente stagioni 4-6), interpretato da Ryan Cartwright.
Originario del Regno Unito, è il più intelligente fra gli assistenti della dottoressa, ma è anche lui molto seccante: dotato di una memoria incredibile, conosce una grande quantità di date, avvenimenti, statistiche e numeri, e in ogni situazione interrompe i discorsi raccontando a chi gli sta attorno fatti in parte collegati con il discorso corrente, ma che per nulla pertinenti con il caso. È ateo; in passato ha avuto delle esperienze da alcolista e in una puntata confessa di aver avuto esperienze sessuali sia con donne che con uomini. Dopo essere diventato milionario grazie a un quiz televisivo abbandona momentaneamente il lavoro al Jeffersonian, salvo poi ritornare sui suoi passi. Viene in seguito ucciso accidentalmente da Jacob Broadsky: Angela Montenegro e Jack Hodgins, in sua memoria, decidono di dare a loro figlio come secondo nome Vincent. La sua morte è l'evento che spinge definitivamente Booth e Bones a mettersi insieme. Prima che Vincent muoia Bones gli confessa che lui è il suo tirocinante preferito. Quando, nell'ultimo episodio, il Jeffersonian viene distrutto, Angela recupera tra le macerie una targa commemorativa dedicata a Vincent.
- Finn Abernathy (ricorrente stagioni 7-9) interpretato da Luke Kleintank.
Il tirocinante più giovane. Cam decide di assumerlo nonostante la contrarietà generale, dovuta al fatto che il ragazzo ha la fedina penale sporca. Si scopre poi che è stato accusato di aggressione quando ha difeso la madre dal patrigno violento. Questo e le sue brillanti capacità gli permettono di restare al Jeffersonian. Sviluppa un forte legame con Hodgins, con cui in seguito mette in piedi una piccola impresa. Frequenta per qualche tempo Michelle, la figlia adottiva della dottoressa Saroyan.
- Oliver Wells (ricorrente stagioni 8-11), interpretato da Brian Klugman, doppiato da Edoardo Stoppacciaro.
Un ecclettico con un QI di 160. Ha molti interessi, infatti già prima di unirsi alla squadra ha ottenuto un dottorato in fisica e ha superato l'esame da avvocato. Ha subito legato molto con Jack Hodgins, con cui condivide la passione per gli esperimenti e per il fantasticare sulle possibilità pseudoscientifiche o complottiste che, in teoria, potrebbero risolvere il caso, ma nelle successive apparizioni anche quest'ultimo smette di apprezzare la sua compagnia, perché Oliver, anche se brillante, spesso non ha rispetto per i ruoli e si è più volte guadagnato le antipatie di tutto il Jeffersonian per il suo carattere saccente e arrogante; soffre infatti di un complesso di superiorità che lo spinge a insultare direttamente o indirettamente chiunque, compresi i suoi superiori. Persino Bones ha ammesso che se lui non fosse così efficiente lo licenzierebbe subito perché, con tutta la propria professionalità, nemmeno lei lo sopporta.
- Jessica Warren (ricorrente stagioni 9-12), interpretata da Laura Spencer.
È una ragazza esuberante, volitiva e vivace, dall'intelligenza fervida e brillante. Proprio per via dei loro caratteri diametralmente opposti, lei e Bones inizialmente avranno della incomprensioni, ma che risolveranno trovando entrambe il proprio equilibrio. Ha molta fiducia nell'intuito e ama sperimentare nuovi metodi e nuove tecnologie; per questa sua caratteristica, curiosità e voglia di sperimentare stringe amicizia con il dottor Hodgins, che lei soprannomina affettuosamente "Ricciolo". È cresciuta in una comune, che lei considera la sua famiglia. Si innamora dell'agente dell'FBI James Aubrey, sebbene inizialmente sembri respingerlo, nonostante sappia dei sentimenti di lui verso di lei, e con il quale intreccia una profonda relazione.
- Rodolfo Fuentes (ricorrente stagioni 9-12), interpretato da Ignacio Serricchio.
È nato e cresciuto a Cuba, dove ha conseguito un dottorato di ricerca in antropologia forense presso l'Università di L'Avana e ha lavorato come antropologo forense capo per il governo cubano. È riuscito a fuggire da Cuba (a causa dei numerosi insabbiamenti con i quali era costretto a cooperare, che urtavano la sua dottrina scientifica, e nelle precarie condizioni in cui il popolo cubano versava) e ottenere asilo politico negli Stati Uniti, ma dal momento che il suo dottorato non è valido per il governo americano sta studiando per ottenere una laurea americana, affiancando gli studi con il tirocinio presso il Jeffersonian. Viene colto dalla dottoressa Saroyan a esportare illegalmente farmaci statunitensi comprati da lui e altri cubani fuggiti a Cuba, tuttavia anche grazie all'aiuto della Brennan questo evento non ha ripercussioni.
- Sammy Mills (guest stagione 11), interpretata da B.K. Cannon.
Impiegata del Jeffersonian che diviene tirocinante. Purtroppo, nel giro di poche ore Sammy commette gravi errori che ritardano la risoluzione del caso, quindi la Brennan decide di licenziarla perché manca delle competenze necessarie. Nonostante le proteste di Hodgins, anche Cam conclude che Sammy non fosse abbastanza qualificata (o pronta) per il ruolo, quindi non la riassume.

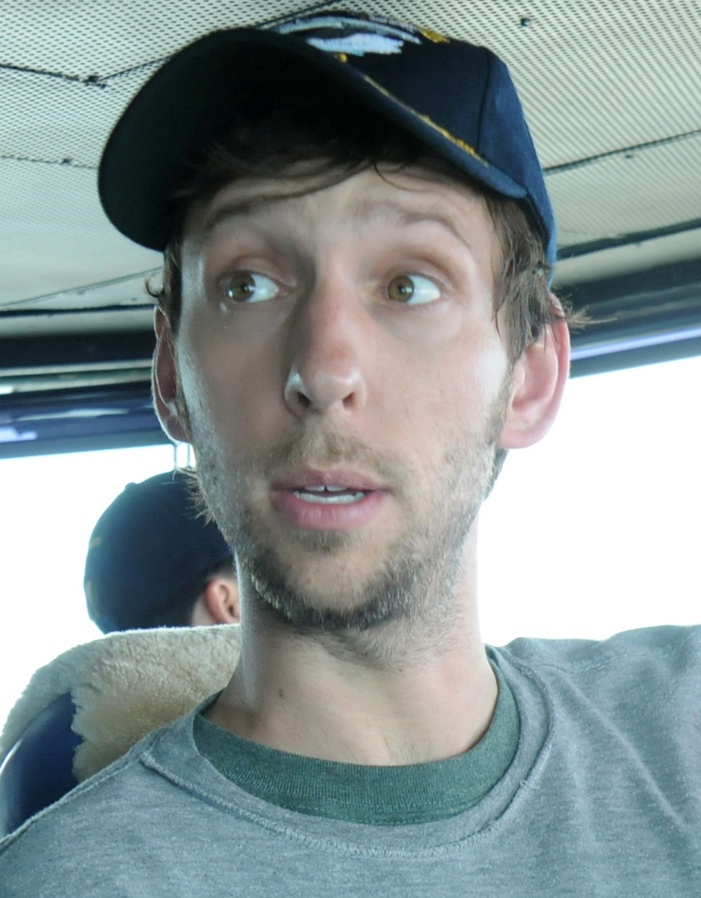
Joel David Moore interpreta Colin Fisher
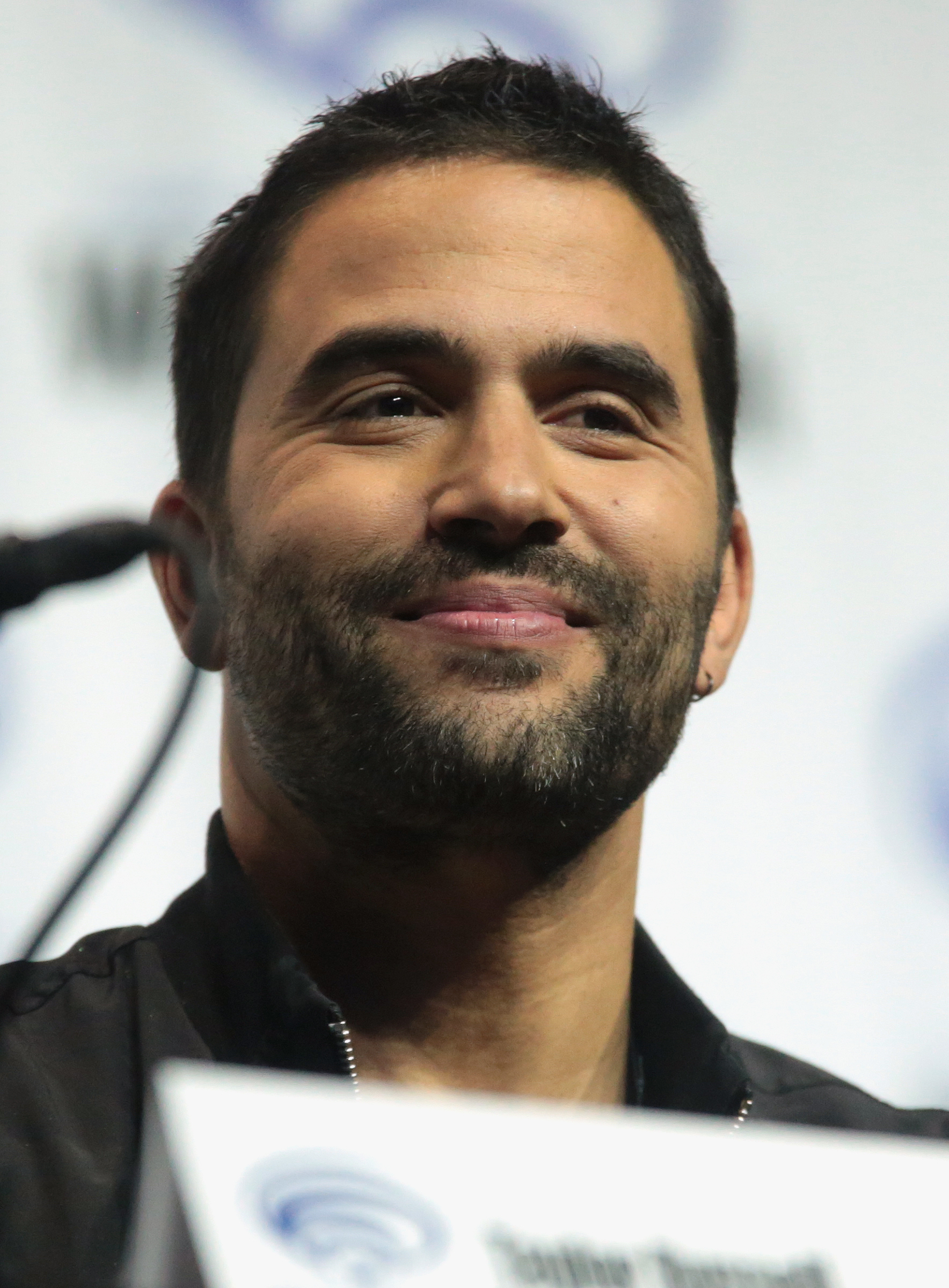
Ignacio Serricchio interpreta Rodolfo Fuentes